# Дворец искусств Грузии — Музей истории культуры
Дворец искусств Грузии — Музей истории культуры (груз. საქართველოს ხელოვნების სასახლე – კულტურის ისტორიის მუზეუმი) — учреждение культуры в Тбилиси, улица Каргаретели, 6.
Дворец грузинского искусства — Музей истории культуры (также известный как Дворец искусств) — был основан в Тбилиси в 1927 году Давидом Арсенишвили. В музее систематически проводятся выставки, первая из которых состоялась в 1928 году.

## История
Музей занимает бывший дворец принца (герцога) Ольденбургского. В 1882 году Константин Петрович (1850—1906), представитель русской ветви дома Ольденбург, будучи в Кутаиси, встретил жену князя Дадиани Аграфину Джапаридзе. Принц был настолько ослеплён её красотой, что, игнорируя её семейное положение, объяснился в своей любви к ней. Исповедь его вскружила голову Аграфины Джапаридзе; она быстро забыла о своей преданности мужу, и любовники покинули Кутаиси и отправились в Тифлис. Константин Петрович заказал архитектору Паулю Штерну здание дворца для своей возлюбленной в знак своей большой привязанности к ней.

Колонный зал

Музей был основан в 1927 году Давидом Арсенишвили (1905—1963) — известным советским деятелем культуры, впоследствии назначенным первым директором Музея Андрея Рублева в Москве. Основу коллекций музея составили собранные лично Арсенишвили экспонаты (500 эскизов, портретов, фотографий, бюстов и др.). Через два года их количество возросло до 3000, поступили материалы из Москвы, Еревана и других городов, большим успехом Арсенишвили, собиравшем материалы о творчестве Константина Марджанишвили, стало то, что он сумел в 1930 году добыть в Москве и привезти в Тбилиси занавес созданного в 1913 году Московского Свободного театра, исполненный Константином Сомовым.
В музее были организованы отделы: драмы, музыки, цирка, балета, декоративной искусства и др.
Первоначально располагался в полуподвальном помещении бывшей гостиницы «Бомонд» на углу улиц Некрасова и Клары Цеткин (ныне — Цинамдзгвришвили), затем не раз менял адреса, в частности, в 1934 году музею было предоставлено помещение церкви Норашен. В 1935 году Арсенишвили был отстранён от должности, его сменил П. Патарая, а менее чем через два месяца — Л. Канделаки

## Галерея

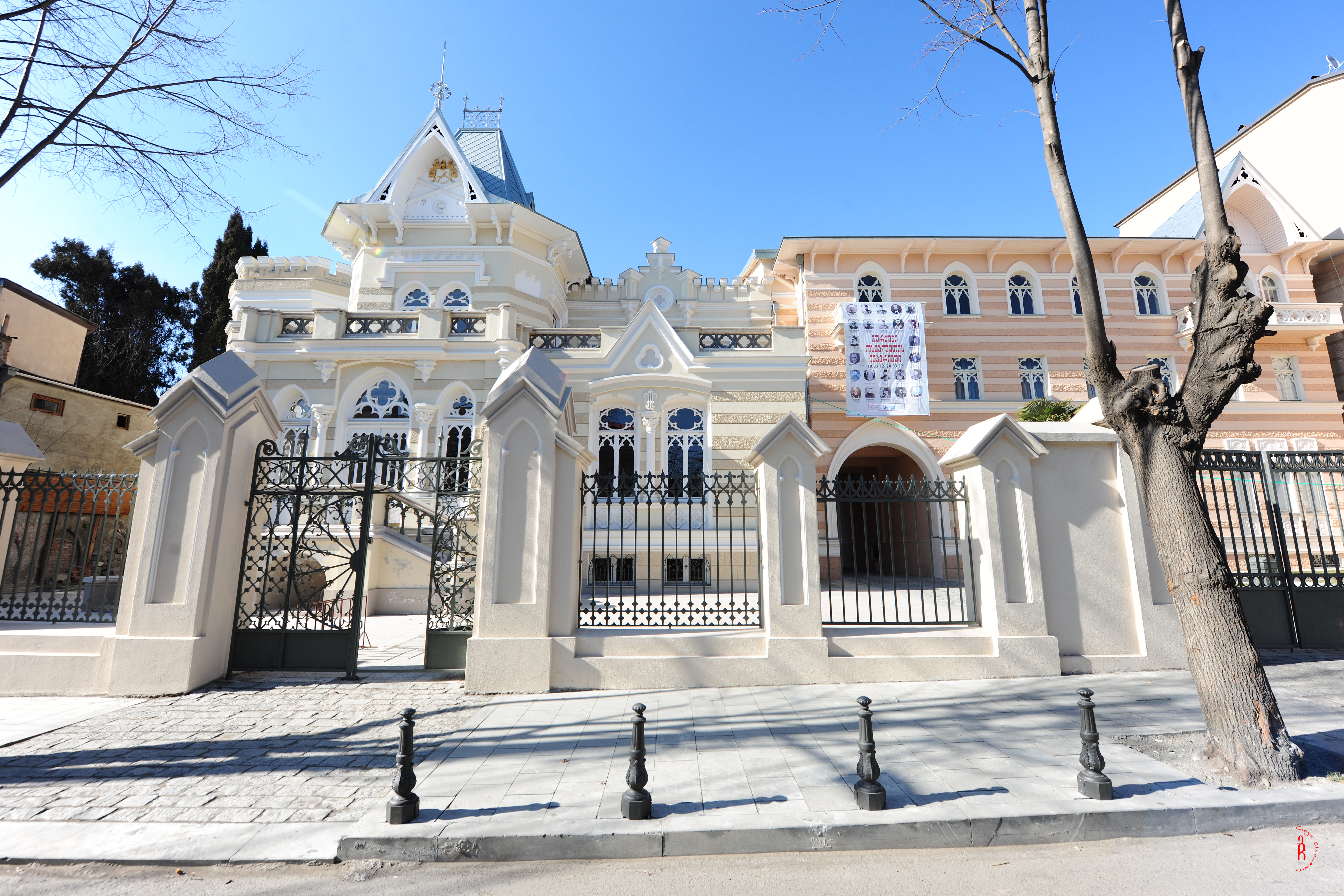
Главный фасад
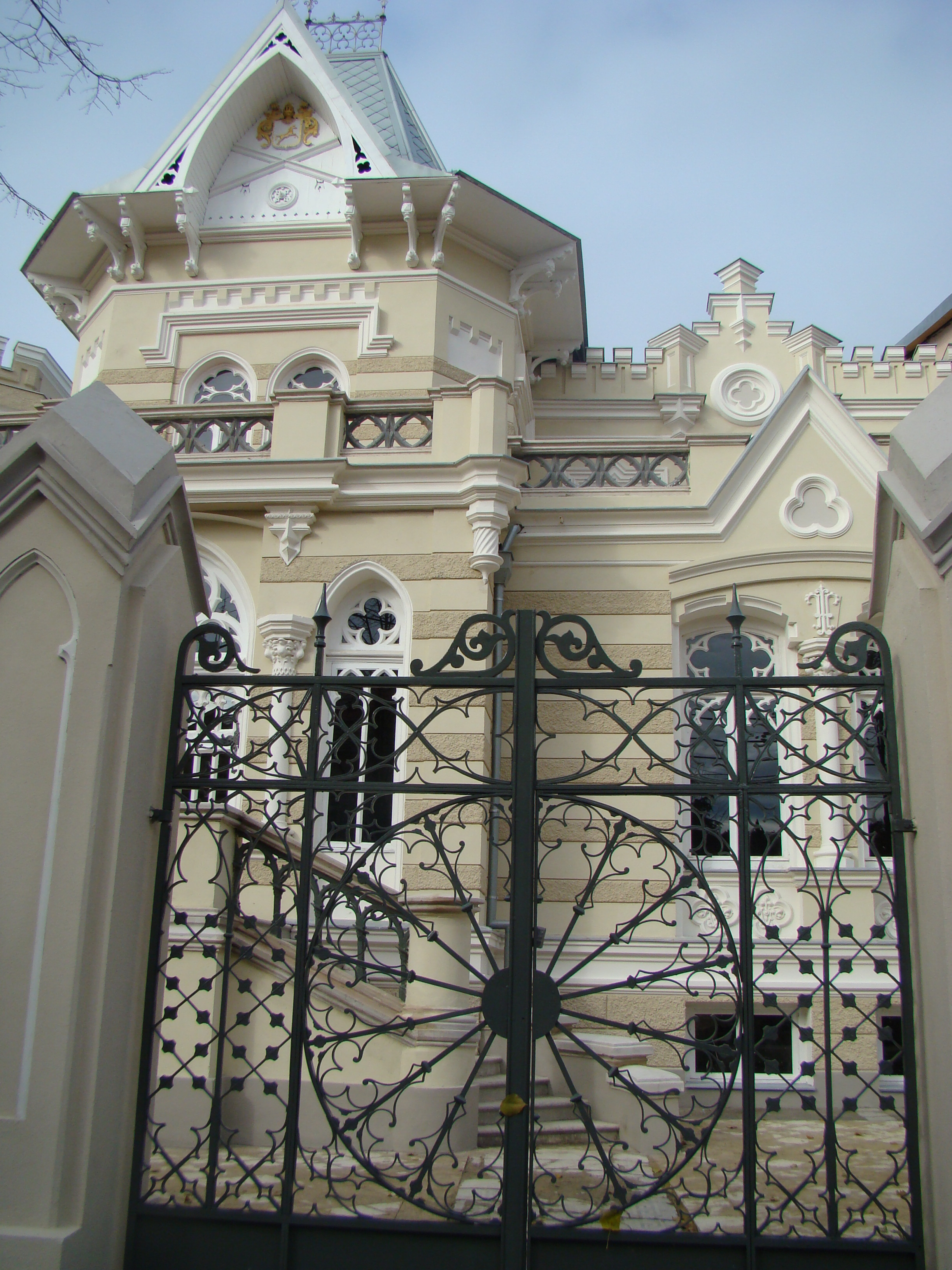
Главный вход
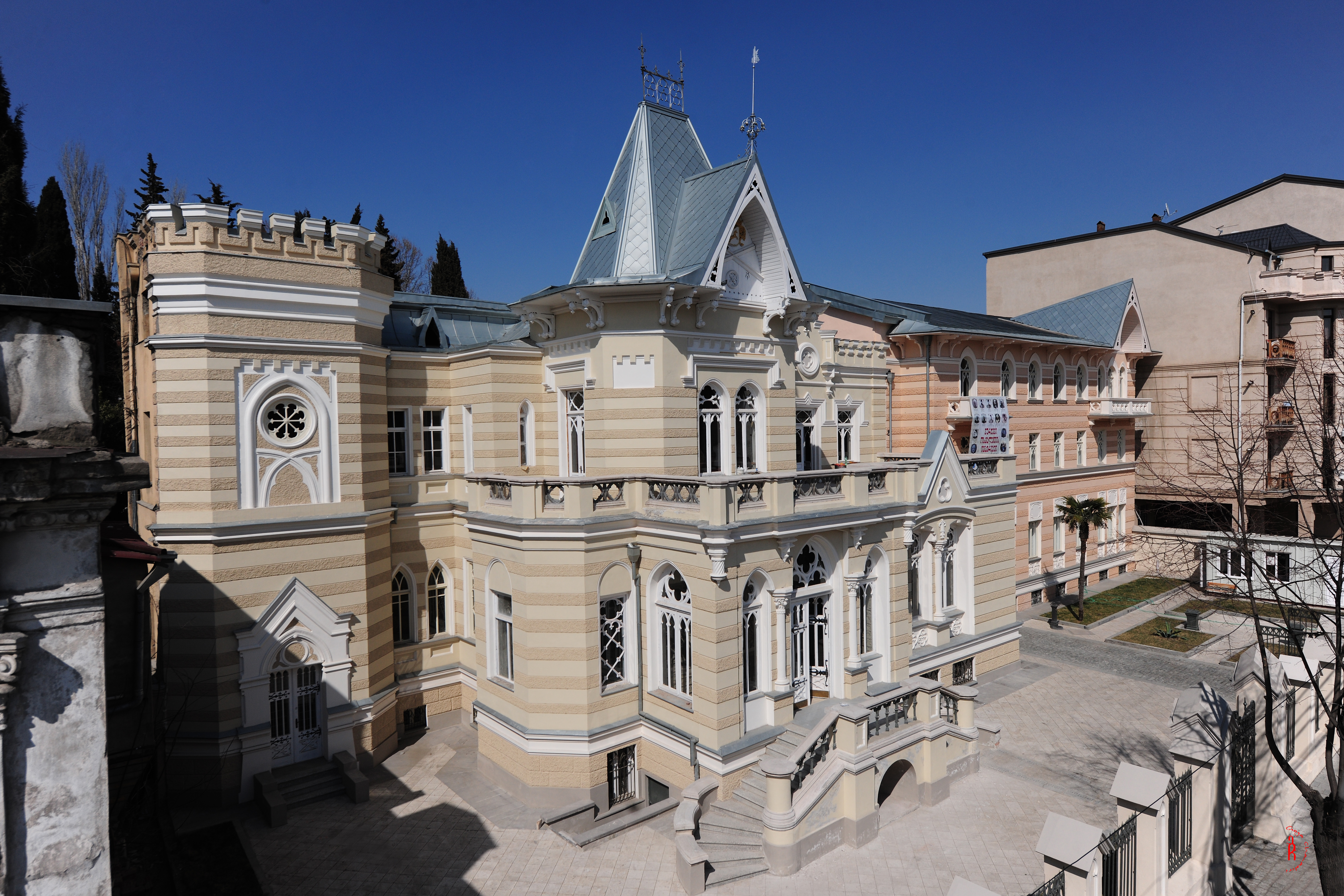
Вид сверху
Вид ночью
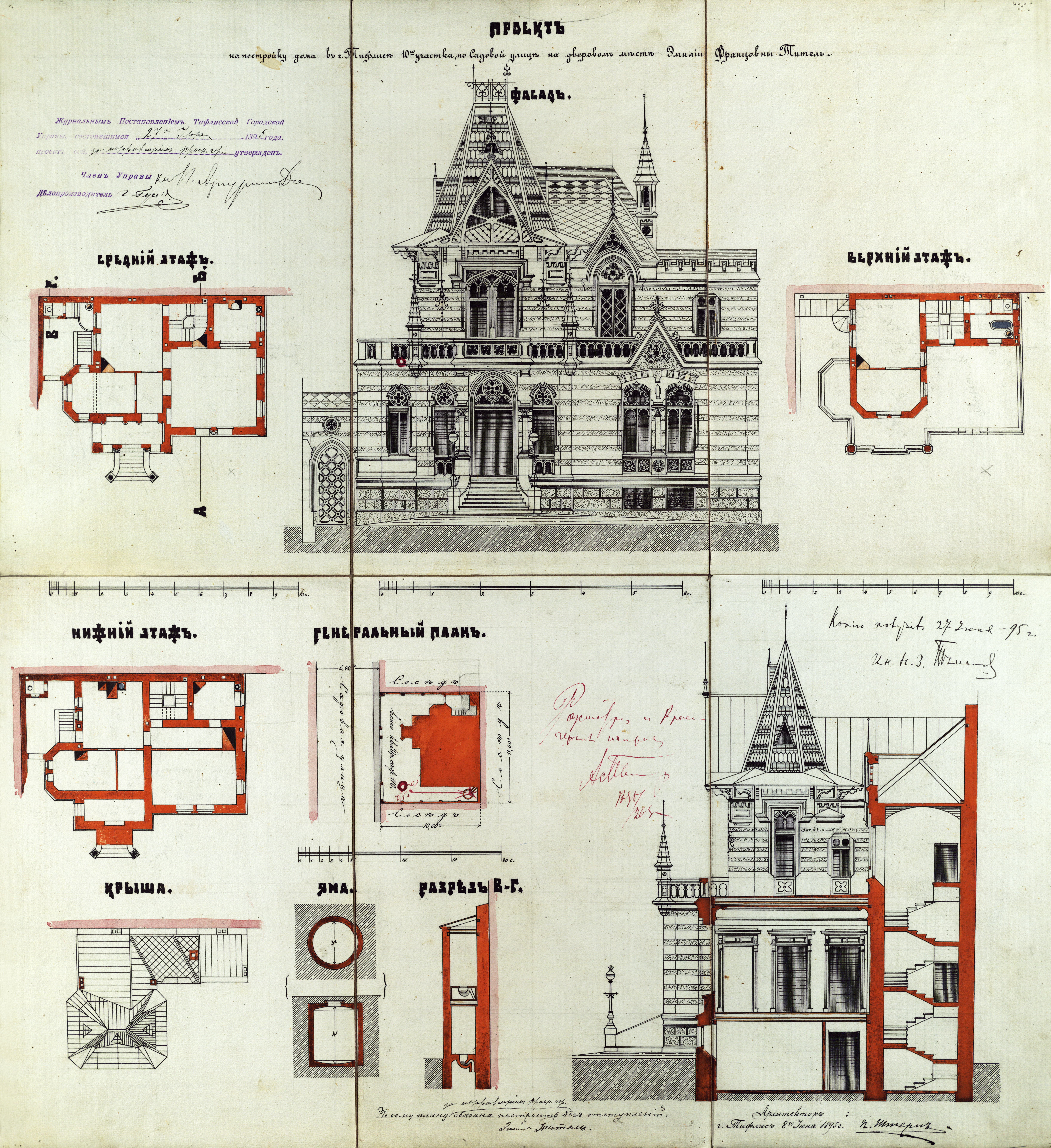
Проект Дворца искусств 1895 года
Зал западноевропейской живописи

## Экспозиция
Музей насчитывает более 300 000 экспонатов по истории театра, кино, цирка, фольклора, оперы и балета Грузии, о жизни выдающихся деятелей культуры.
Некоторые экспонаты музея относятся к классической эпохе: особый интерес представляет античная маска, которая была найдена археологами в городе Вани.
В музейном хранилище рукописей и архивных документов имеются рукописи Ильи Чавчавадзе, Акакия Церетели, Александра Казбеги, Александра Ахметели, Коте Марджанишвили, Петра Чайковского, Фёдора Шаляпина и Николая Римского-Корсакова, личные архивы великих грузинских композиторов Димитрия Аракишвили, Закария Палиашвили, Вано Сараджишвили, драматурга и основателя современного грузинского театра Георгия Эристави, кинорежиссёра и сценариста Михаила Чиаурели, а также пьесы и переводы Уильяма Шекспира на грузинский язык Иване Мачабели.
Депозитарий книг содержит редкие издания с XVII по XIX век. Также сохраняются граммофонные записи, плакаты, костюмы для театра и кино.
Депозитарий фотографий и негативов включает уникальные материалы таких выдающихся фильмов, как: Джим Шванте, Мамлюк и Георгий Саакадзе.
В Депозитарии изобразительных искусств собрана богатая коллекция персидских миниатюр XVI—XVII веков, французские гравюры XVIII века и лучшие образцы старого стиля тбилисской живописи. В музее представлены картины и графика Леона Бакста, Александра Бенуа, Фернана Леже, Давида Какабадзе, Ладо Гудиашвили, Елены Ахвледиани, Петра Оцхели и Ираклия Парджиани.

## Депозитарий Скульптуры
В музее хранятся три картины Якоба Николадзе, основателя реалистического направления в грузинской скульптуре, он был народным художником СССР (1876—1951).
В музее также хранятся работы Михаила Чиаурели, грузинского режиссёра и художника (1894—1974) и ученика Якоба Николадзе. Коллекция состоит из гипсовых скульптур грузинских деятелей культуры Вано Сараджишвили (1879—1924), Коте Месхи (1857—1914), Васо Абашидзе (1854—1926) и Валериана Гунии (1862—1938). Эти работы ценны тем, что отражают ранний и менее известный период деятельности Михаила Чиаурели.

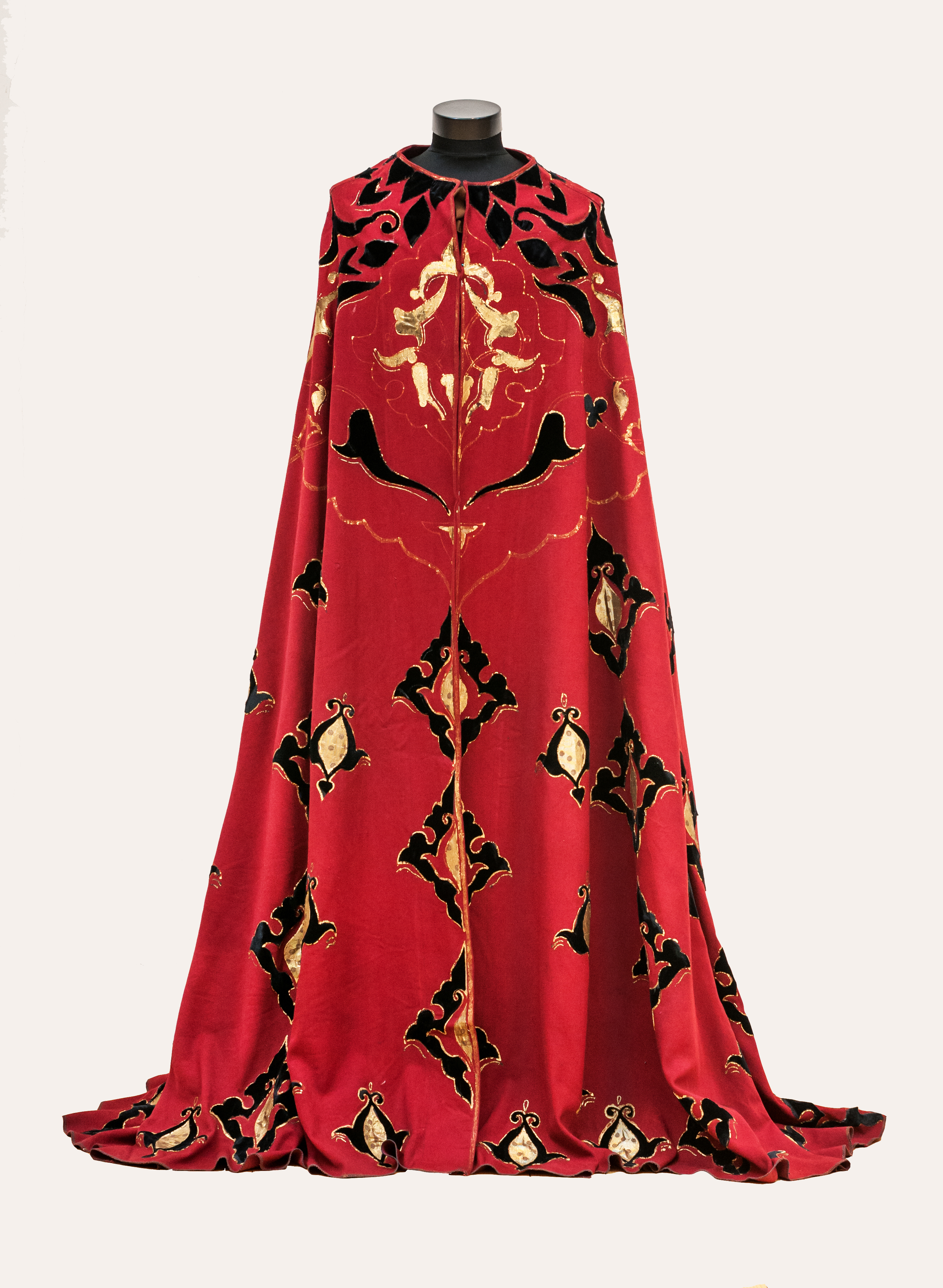
Оригинальная Пелерина Князя Чолокашвили

Также следует отметить гипсовый рельефный портрет грузинского режиссёра Александра Такаишвили (1895—1958) работы Бидзины Авалишвили (1922—2002, ученика Якоба Николадзе) и гипсовый бюст певца Нико Кумсиашвили (1892—1942) работы Николоза Канделаки (один из основоположников современной грузинской скульптуры, 1889—1970). В память о смерти известного грузинского актёра Георгия Шавгулидзе (1910—1959) его сын, грузинский скульптор и член Союза художников Грузии Нурадин Шавгулидзе, сделал бронзовый бюст своего отца. Хранилище скульптур также содержит скульптуру Валериана Гунии в анфас, выполненную знаменитым грузинским скульптором и лауреатом Государственной премии Руставели Элгуджей Амашукели. Работа отличается своим мастерством. В музее хранятся копии некоторых античных скульптур, в том числе точная копия мраморной скульптуры Митридата VI Понтийского (132 г. до н. э.-63 г. до н. э.), которая похожа на скульптуру, хранящуюся в Лувре.

## Депозитарий Рукописей и Архивных Документов
В хранилище входят около 40 000 рукописей грузинских писателей, общественных деятелей и художников XIX и XX веков. Архивы состоят из частной и деловой переписки, записей, сценариев, дневников, стихов, пьес, печатной музыки и партитур. В музее собраны рукописи Важа-Пшавела, Акакия Церетели, Галактиона Табидзе, Тициана Табидзе, Иосеба Гришашвили, Иване Мачабели, Оливера Уордропа и Марджори Уордроп, Александр Сумбаташвили, Котэ Месхи, Котэ Кипиания, Нато Габуния, Элизабед Черкезишвили, Валериана Гуния, Шалвы Дадиани, Димитрия Аракишквилихили, Ахмеда Саракишвили, Санджишкехили, Захария Санджишвили, Саудовешилихехили, Сардишвили Джули, Акаки Хорава, Акаки Васадзе, Михаил Чиаурели, Верико Анджапаридзе, Серго Закариадзе, Сесилия Такаишвили, Петр Чайкоковский, Федор Шаляпин, Дмитрий Шостакович и Владимир Иполитов-Иванов, а также библиографические материалы о художниках Театра и Кавалиса, Театре Кавелависа, Марта Ивани, Театра, Маргариты Кавелии, Марта и других авторов , Батуми и другие областные театры. Есть также ценные материалы об истории грузинской и абхазской трупп в театре Сухуми, грузинской и осетинской трупп в Цхинвальском театре, а также в азербайджанском и армянском театрах.

Асомтаврули, художественные письма. 1300 год

В музее хранятся документы Дуруджи (группа актёров театра Руставели), Тбилисского академического государственного театра оперы и балета, а также программы Тбилисского театра драмы (1893—1903), напечатанные на шелковой ткани. Сценарии и сцены съемок грузинских и русских фильмов также хранятся в музее.

## Депозитарий Изобразительных Искусств
В хранилище изобразительных искусств хранятся портреты театральных актёров и режиссёров, эскизы декораций и костюмов, графические композиции, персидские миниатюры, французские и немецкие гравюры и цветные литографии.
Художественная и литературная жизнь в Тбилиси была бурной в 1918—1921 годах в период независимости Грузии. Тбилиси стал центром для иммигрантов-художников, поэтов и музыкантов из России. Они установили отношения с местными художниками и литературной группой грузинских поэтов-символистов Цисперканцелеби (Синие Рога), внося свой вклад в культуру города. С 1922 по 1933 год грузинский театр переживал период возрождения. Котэ Марджанишвили, новаторский грузинский театральный режиссёр, через некоторое время вернулся в Тбилиси и внес вклад в развитие грузинской сцены и сценического дизайна.
Коллекция хранилища состоит из работ таких великих художников, как: Пётр Оцхели, Ираклий Гамркели, Кирилл Зданевич, Ладо Гудиашвили, Елена Ахвледиани, Давид Какабадзе, Тамар Абакелия, Серго Кобуладзе, Симон Вирсаладзе, Иване Аскурава, Ира и Дмитрий Тавадзе, Николай Казбеги, Парнаоз Лапиашвили, Реваз и Тенгиз Мирзашвили, Владимир и Мамия Малазония, Георгий Месхишвили, Георгий Нинуа, Теймураз Мурванидзе и Теймураз Нинуа, каждый из которых внес положительный вклад в развитие искусства грузинского сценического дизайна и, Помимо грузинских художников, в хранилище хранятся работы русских, армянских и азербайджанских художников, а также работы представителей Русского Серебряного века в мире искусства (начало XX века в Санкт-Петербурге): Константина Коровина, Льва Бакста, Александра Бенуа, Александр Головин и Виктор Симов.

## Депозитарий фото и негативов
В хранилище фотографий и негативов хранится до 100 000 экспонатов, на которых изображена история грузинского театра, музыки, кино и хореографии с конца XIX века. Помимо многочисленных фотографий, хранящиеся в музее негативы отражают развитие истории грузинского и зарубежного театра, музыки, кино и хореографии.

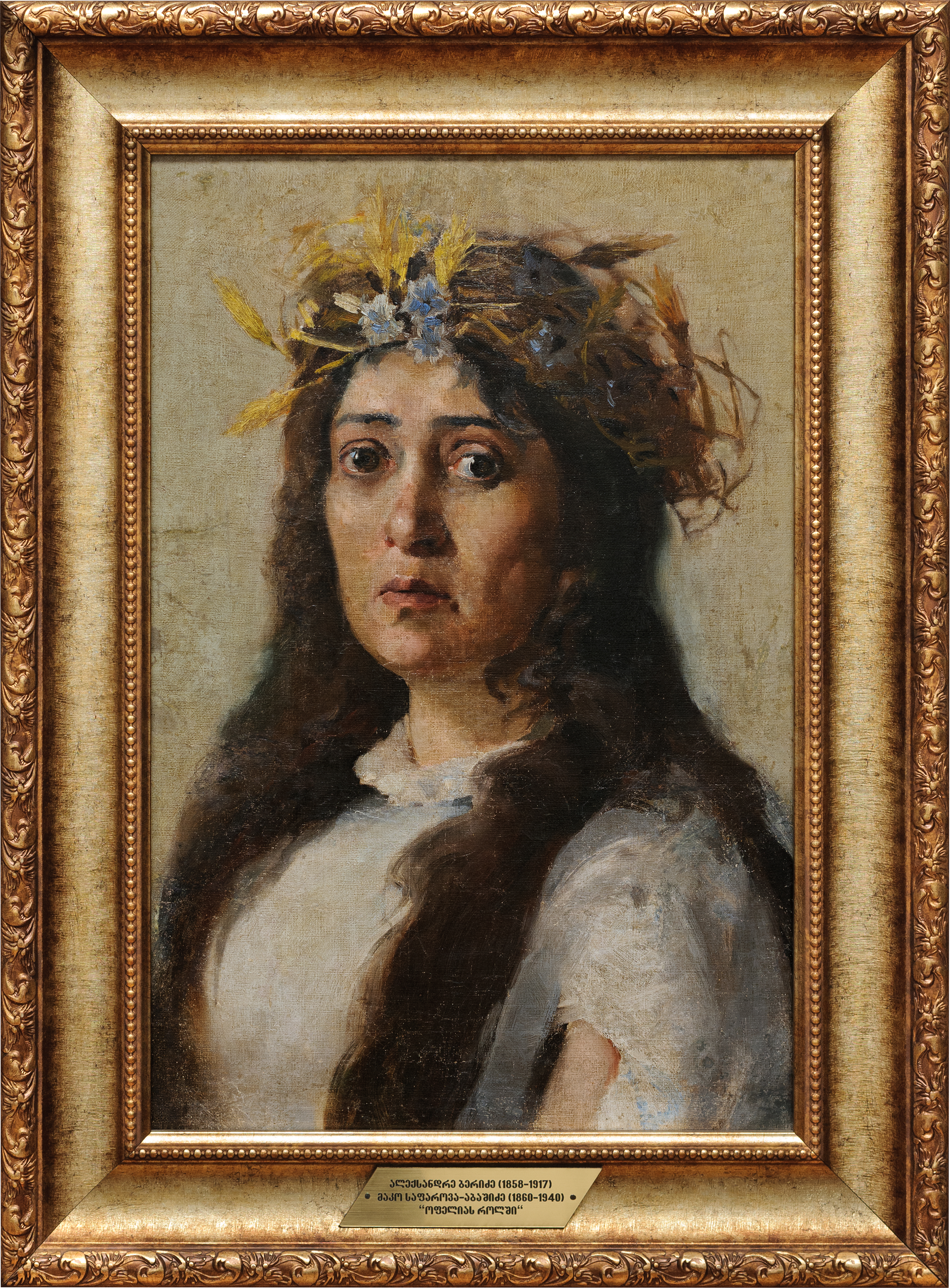
Портрет Мако (Мариам) Сафарова-Абашидзе. Роспись Александра Беридзе

Коллекция состоит из частных архивов выдающихся актёров и режиссёров, которые внесли ценный вклад в развитие грузинского театра, музыки, кино и хореографии (таких как Васо Абашидзе, Ладо Алекси-Месхишвили, Мако Сапарова, Валериан Гунии, Элизабед Черкезишвили, Котэ Месхи, Сандро Ахметели, Котэ Марджанишвили и Васо Кушиташвили), фотографии первых грузинских театральных трупп (сцены из таких пьес, как «Родина-мать», «Сестра и брат», «Развод», «Ханума», «Затмение в Грузии», «Король Лир» и «Гамлет»), а также грузинская опера и балет, а также итальянские и русские оперы и театры в Грузии. В музее хранятся фотографии первых грузинских национальных хоров и композиторов: Ладо Агниашвили, Джозеб Ратили, Пилимон Коридзе, Закария Палиашвили, Сандро Инашвили, Дмитрий Аракишвили, Андрия Баланчивадзе, Шалва Мшвелидзе; сцены из первых грузинских фильмов: «Поездка Акаки в Рача-Лечхуми», Кристин, Арсена Джорджиашвили, «Моя бабушка», «Амоки», «Саба» и «Последний маскарад»; и частные архивы Ивана Перестиани, Александра Цуцунава, Николоза Шенгелая, Владимира Баркса, Михаила Чаурели, Александра Дигмелови, Резо Чхеидзе, Тенгиза Абуладзе, Георгия и Эльдара Шенгелия. Существует множество материалов из оперных и театральных пьес послереволюционного периода, в которых содержится важная информация об актёрах и актрисах Акаки Хорава, Акаки Васадзе, Верико Анджапаридзе, Сесилия Такаишвили, Серго Закариадзе, Ушанги Чхеидзе, Васо Годзиашвили и Александр Жоржоли. другие. Кроме того, в хранилище хранится фотоархив этнических меньшинств и диаспоры XIX века.
Здесь есть фотографии театров, филармонии и цирка, а также фотографии гастролей ряда грузинских театров, оркестров и квартетов.
Фотографии, сделанные известными фотографами Дмитрием Ермаковым, Александром Ройнишвили, Эдуардом Кларом, Александром Михайловым, Владимиром Баркановым, Александром Германи и Абрамом Нордштейном, изображают сцены и персонажей грузинских пьес, а также исторических зданий.
В музее также есть коллекция открыток с конца XIX века до XX века.

## Депозитарий мемориальных предметов и произведений искусства
В хранилище хранится более 900 экспонатов, в том числе несколько личных реликвий. Самый старый объект, маска с цепочкой, восходит к классическому периоду и был обнаружен на раскопках в Вани в 1941 году. В музее также есть коллекция медалей за достижения, сделанные из драгоценных камней. Также есть золотая медаль, врученная Дмитрию Аракишвили Императорским русским археологическим обществом, и эмалевая медаль, врученная Вано Сараджишвили. Серебряные короны Александра Сумбаташвили-Южина отличаются своей элегантностью.

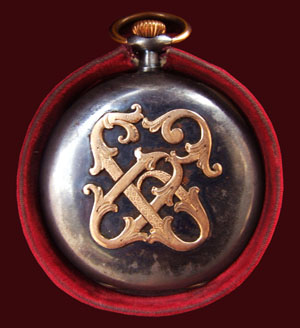
Часы с золотой печатью

Особо следует отметить коллекцию театральных, кино- и хореографических костюмов, а именно костюмов, украшенных золотом и полудрагоценными камнями из грузинских фильмов: «Баши-Ачук», «Правая рука гроссмейстера», Мамлюк, Кето и Котэ. Костюмы хореографии Грузинского национального балета были созданы и сшиты по эскизам Солико Вирсаладзе. Знаменитый грузинский танцор Фридон Сулаберидзе представлен в музее своим Аджарули Чоха (грузинское национальное мужское платье); также костюмы певца Сандро Инашвили, один из которых — костюм тореро для Риголетто. Костюм расшит орнаментами с использованием золотых нитей производства Милана.
Также заслуживают внимания предметы, принадлежащие другим известным людям: патрон Важа-Пшавелы для его футляров для чохи, очки Серго Закариадзе из фильма «Отец солдата», мраморная тетрадь Давида Эристави, золотые часы Дмитрия Аракишвили и средство передачи звука он записывал грузинские народные песни на восковые цилиндры. Этот предмет был изготовлен Британской королевской фабрикой и имеет королевскую корону и инициалы грузинского святого, напечатанные в Асомтаврули (монументальная и самая старая форма грузинского алфавита). Многие музейные предметы описывают нам историю развития разных направлений искусств. Например, шелковый плакат для премьеры пьесы Давида Эристави «Родина» (20 января 1882 г.).
Одним из первых экспонатов музея был занавес, разработанный русским художником Константином Сомовым для Свободного театра, который был основан в Москве Коте Марджанишвили в 1913 году. Занавес считали утерянным, пока он не был вновь открыт в подвале одного из театров в Москва в 1930 году и позже была передана в этот музей.
В музее также представлены пуанты Майи Плисецкой и Нино Ананиашвили с их автографами, подаренными музею Сергеем Параджановым.

## Депозитарий Библиотечных и Редких Изданий
Музей имеет коллекцию из 32 000 книг и редких изданий, большинство из которых написаны на грузинском и русском языках, о театре, кино, музыке, хореографии, искусстве, истории и религии. Музей также содержит художественную литературу, энциклопедии, словари, пьесы, печатную музыку, газеты и журналы.

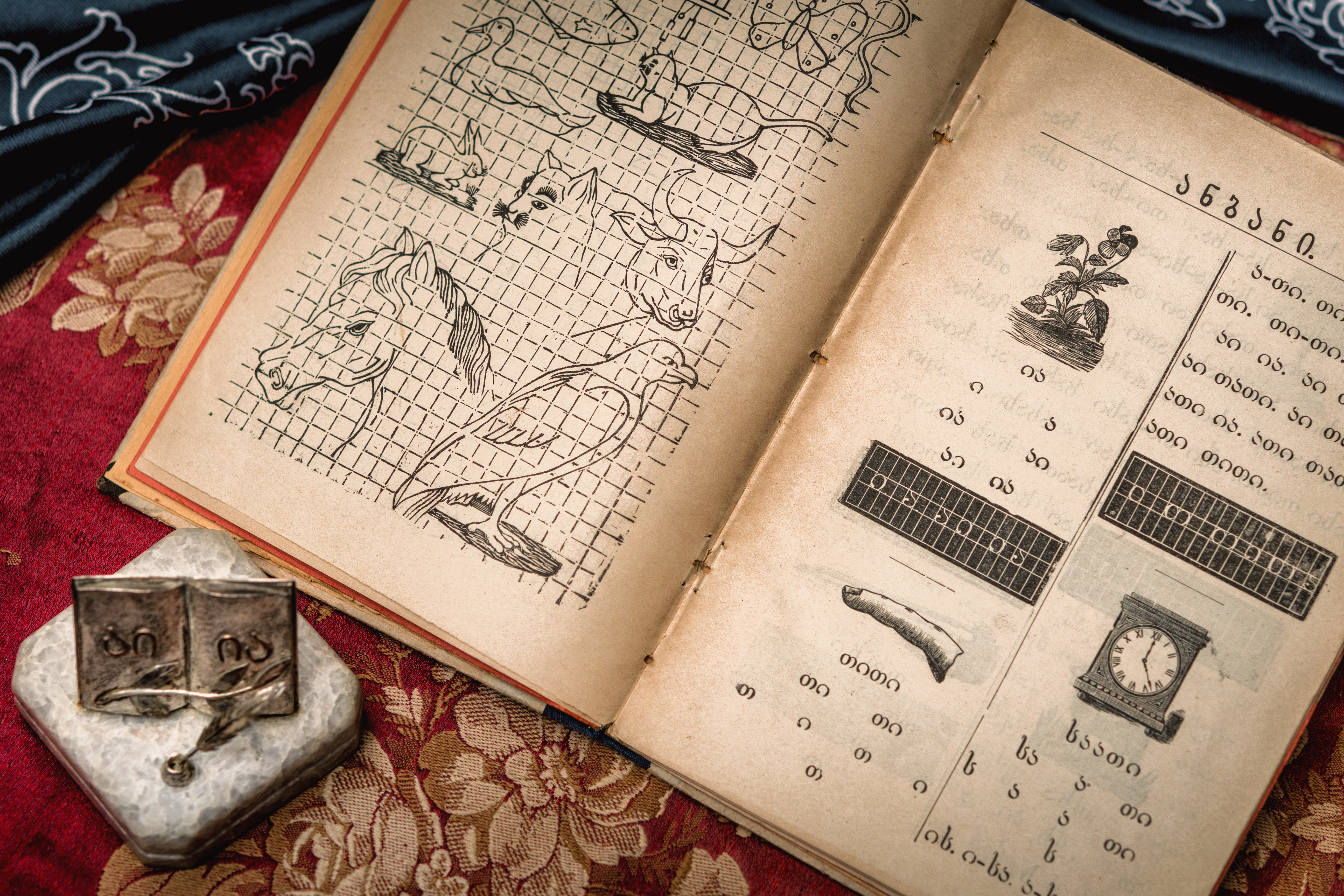
«Деда эна». Первая часть. Якоб Гогебашвили. 1906

Коллекция состоит из Грузинского театра Валерия Гунии 1878—1889 гг., Шоты Руставели «Рыцарь в шкуре пантеры» (издания 1887 и 1892 гг.), «Грузинского словаря Ситквис Кона» Сулхана-Саба Орбелиани (1884 г.), Библии (1884 г.), Старого Завет (Кубанеишвили, 1909), Сокровищница 10-го века (Письмо Моисея Джанашвили 1891 года), Полное собрание сочинений Георгия Церетели (1894), Ежемесячные сборники рассказов Акаки (1898), Древняя Грузия под редакцией Эквтима Такаишвили (1909), Жизнь жизни Картли Давида Чубинашвили (1854), «Грузинское племя» Ростомашвили (1896), Тамар Батонишвили — исторический роман Рчеулови (1882), «Хроника и другие материалы истории Грузии», собранные, записанные и отредактированные Иорданией (1892), «Кавказский календарь» (Кавказский календарь 1854—1913 гг. С рекламой вод Лагидзе в издании 1912 г.).
В музее также хранятся грузинские газеты и журналы: (Театр и Жизнь 1910, 1914-17, 1923-24), Нишадури (1917—1918), Сапирони (1924), Дуруджи (1926), Тартарози (1927—1928), H2 SO4 (1924), Momavali (1920), Eroba (1920), Ушба (1926), Meotsnebe Niamorebi (1923), Дроша (1924—1925), Mizani (1927), ART (1912), Piramidebi (1924), Almanakhi (1925), Грдемли (1923 и 1927), Паскунджи (1908 и 1910), Чвени Театри (1921), Эшмакис Матрахи (1919—1920), Сахалхо Пурцели (1914), Сахалхо Газети (1910), Матрахи (1915), Лахти (1912) и Квали и Иверия.
В хранилище хранятся старинные песнопения и печатная музыка: «Грузинские песнопения» (грузино-кахетинские тона), «Правило литургии святого Иоанна Окропири» (1899 г.), «Грузинское песнопение и песнопение для усопших», записанное Пилимоном Коридзе (1899 г.), «Торжественные песнопения». литургии (1914), грузинские церковные песнопения (гурийско-имеретинский тон), записанные как ноты священника Хундадзе (1902), гимны (1901), однозвучные церковные песнопения (1907), грузино-кахетинские песнопения (карбелантский тон), Мцухри и Цискари, написанные как ноты (1897—1898), и грузинские Публичные песни как печатная музыка Каргаретели (1899)
В музее также хранятся книги с автографами известных людей, таких как: Нико Пирсомани с автографом Ладо Гудиашвили и с Сергеем Месхи, сопровождаемым его фотографией, в его томе I издания 1903 года.

## Депозитарий граммофонных пластинок
Депозитарий граммофонных пластинок содержит коллекцию видео- и аудиозаписей старых граммофонов, современного кино и музыки. В музее есть граммофоны, музыкальные пластинки, аудиокассеты и компакт-диски, аудио- и видеозаписи пьес, поставленных в Тбилисском оперном театре и театрах, радио и телевизионные программы, радиопостановки, песнопения и экспедиционные записи под руководством Шалвы Мшвелидзе в 1931—1933 годах.
В сборнике есть песни: «С тех пор, как я с тобой расстался» / «С тех пор, как я тебя покинул», «Колыбельная, Злая душа», «Я прошел половину своей жизни» в исполнении Нато Габунии-Цагарели (записано в Disco Pate); «Только для тебя» (с текстами Шалвы Дадиани) в исполнении Вано Сараджишвили (подготовлено в Concert Report); «Урмули и Мествирули» в исполнении Сандро Кавсадзе; Церковные песнопения Грузии в исполнении хора мальчиков Патриархии Грузии, регента Нодара Кикнадзе; Аудио хроники времен Второй мировой войны, оперные сцены Виктора Долидзе и Закарии Палиашвили, музыкальные произведения для балетов в исполнении Сергея Прокофьева, Александра Бородина, Сергея Рахманинова и Игоря Стравинского; Симфонии Франца Шуберта в исполнении оркестра Большого театра и произведения Иоганна Штрауса в исполнении Берлинского филармонического оркестра.
В музее также хранятся записи пьес, поставленных в разные времена в театрах Руставели, Марджанишвили, Рустави, Кутаиси, Батуми, Гори и Телави.

## Депозитарий Постеров
Хранилище плакатов содержит более 70 000 экспонатов с 4000 плакатами, датированными 1850—1921 годами, расположенными в хронологическом порядке. В коллекции много плакатов выдающихся представителей грузинских и негрузинских театров: Вано Сараджишвили, Васо Абашидзе, Мако Сапарова-Абашидзе, Ладо Алекси-Месхишвили, Георгий Прониспирели, Валериан Гуния, Нато Гуниа, Юза Зардалишвили, Кот Месхи, Феодор и актёры Московского Императорского театра, а также афиши театральных кружков и общественных театров. Особое значение имеет коллекция из Тбилисской оперы, начиная с 1871 года, поскольку она содержит редкие, а в некоторых случаях уникальные копии плакатов (другие копии которых были уничтожены в результате пожара в здании оперы в 1973 году, среди других экспонатов).

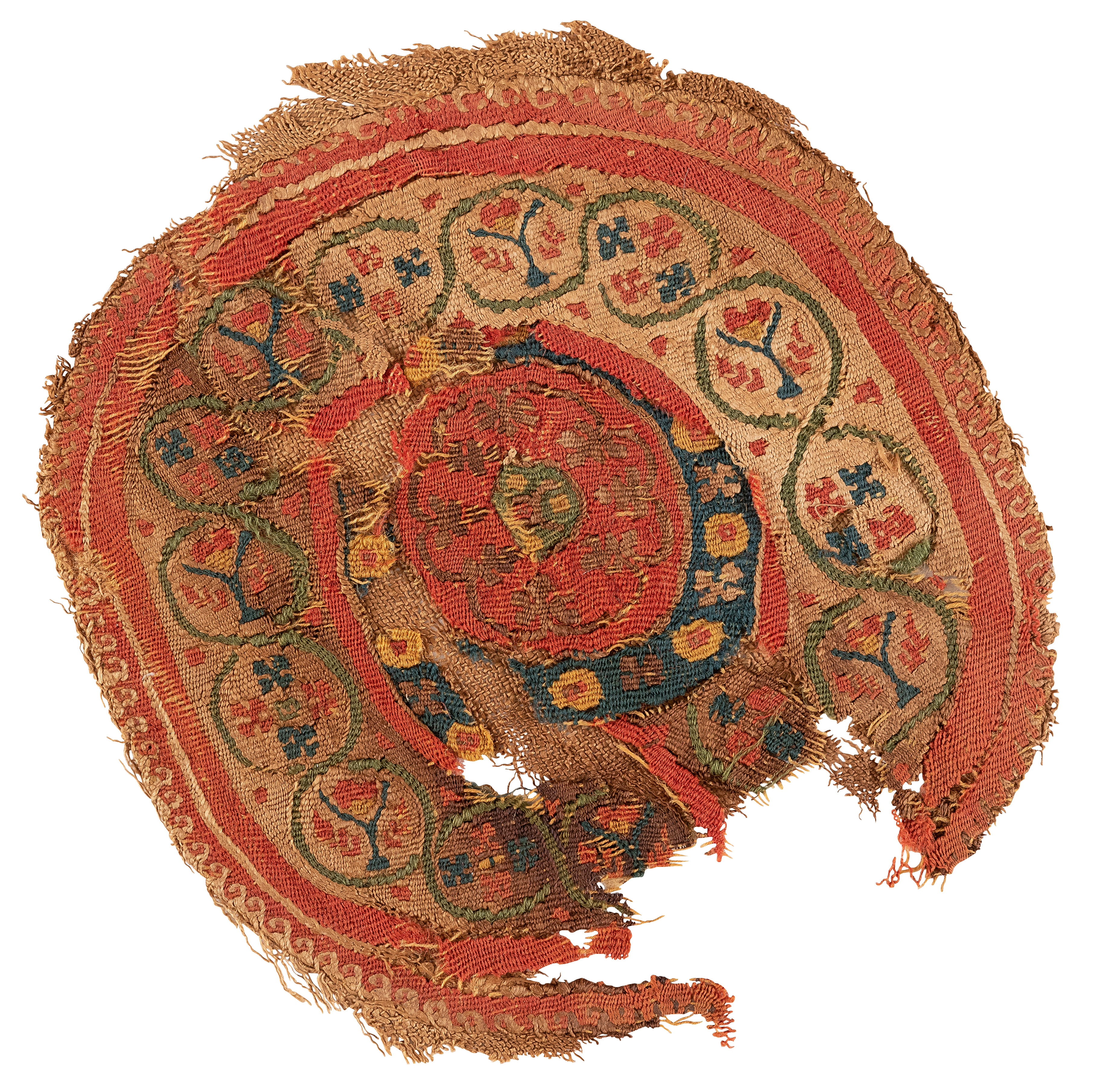
Фрагмент коптского текстиля. украшение туники. V—VI век

В музее можно найти плакаты с изображением театральной жизни тбилисского театра, публичного дома Зубалашвили; цирк братьев Никитиных; и театральные сцены Вера, Ортачала, Авчала, Авлабари и Муслим; А также плакаты ремесленных клубов.
В хранилище хранится архив старых театральных, концертных и цирковых афиш, в который входят афиши пьесы Г. Эристави «Развод» (2 января 1850 г.), «Параша Сибирячка» Полевого (27 января 1856 г.), «Родина-мать» (1897 г.), трагедия из трех частей «Ночь в Грузии» Цирк Колосс, Несчастье (в ролях: Нато Габуния, Мако Сапарова, Элизабед Черкезишвили и др., 1889), опера Моцарта Николая Римского-Корсакова, Сальери с участием Федора Шаляпина (22 марта 1900 г.), «Вишневый сад» и «Чайка» Антона Чехова в постановке Русский режиссёр и руководитель театра «Новая драма» Всеволод Майрхольд (1904—1905), а также «Фуэнтеовейна» Лопе де Вега в постановке Коте Марджанишвили в театре Руставели.
Кроме того, в хранилище хранятся плакаты премьер пьес, созданных выдающимися грузинскими режиссёрами, такими как Котэ Марджанишвили и Сандро Ахметели, а также плакаты сценической жизни известных грузинских актёров: Верико Анджапаридзе, Ушанги Чхеидзе, Серго Закариадзе, Сесилия Такаишвили, Акаки Хорава, Акаки Васадзе, Рамаз Чхиквадзе и Эроси Манджгаладзе, среди других.
В музее также хранятся плакаты, отражающие историю грузинского кинематографа, художественные и документальные фильмы, мультфильмы.

## Коллекция грузинского изобразительного искусства
В музее около 10 000 экспонатов более 300 грузинских художников рассказывают нам об эволюции грузинского сценического дизайна. В хранилище изобразительных искусств хранятся портреты театральных актёров и режиссёров, эскизы декораций и костюмов.

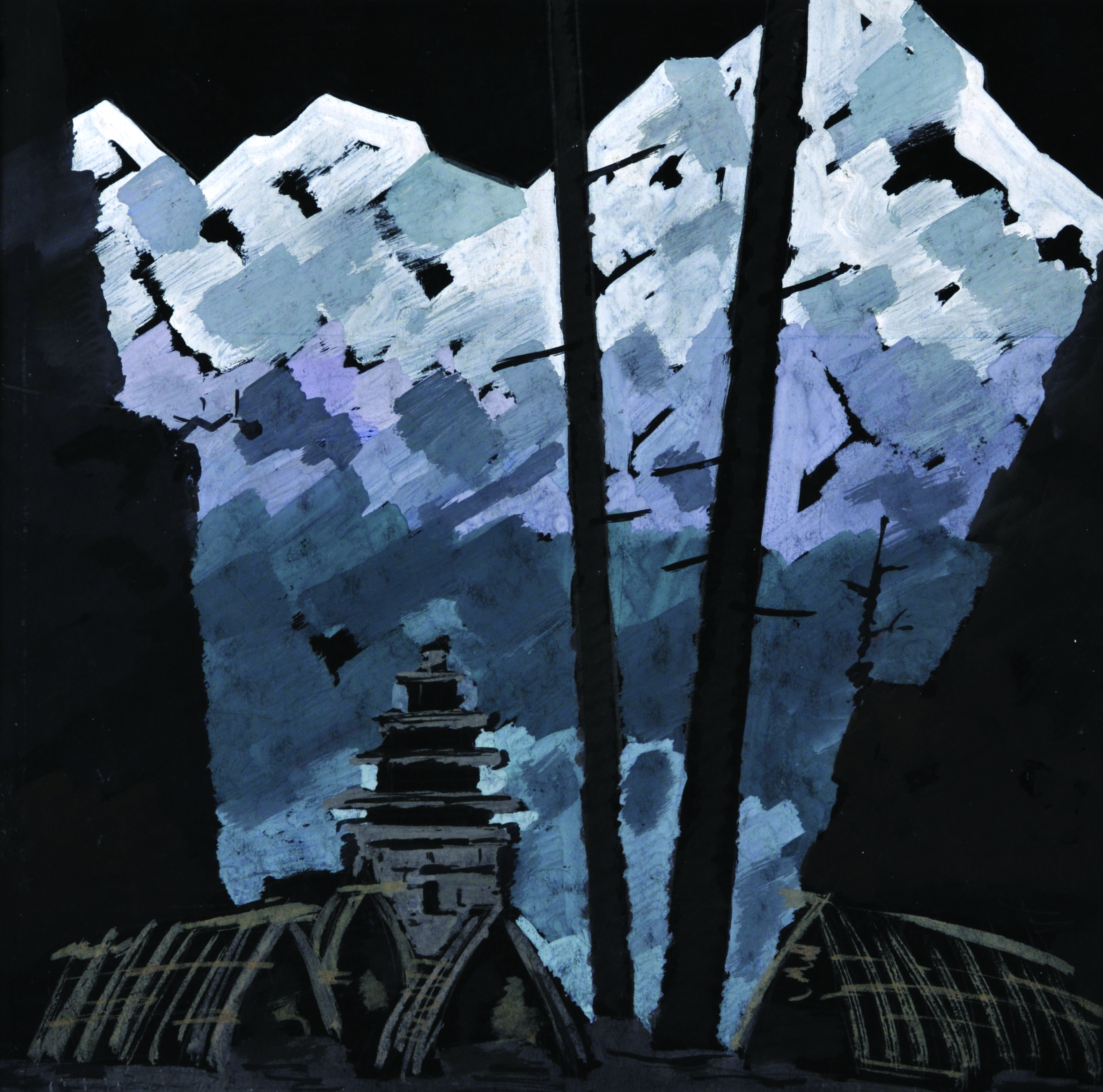
Давид Какабадзе Оформление пьесы Ило Мосашвили «Станционный мастер» 1947
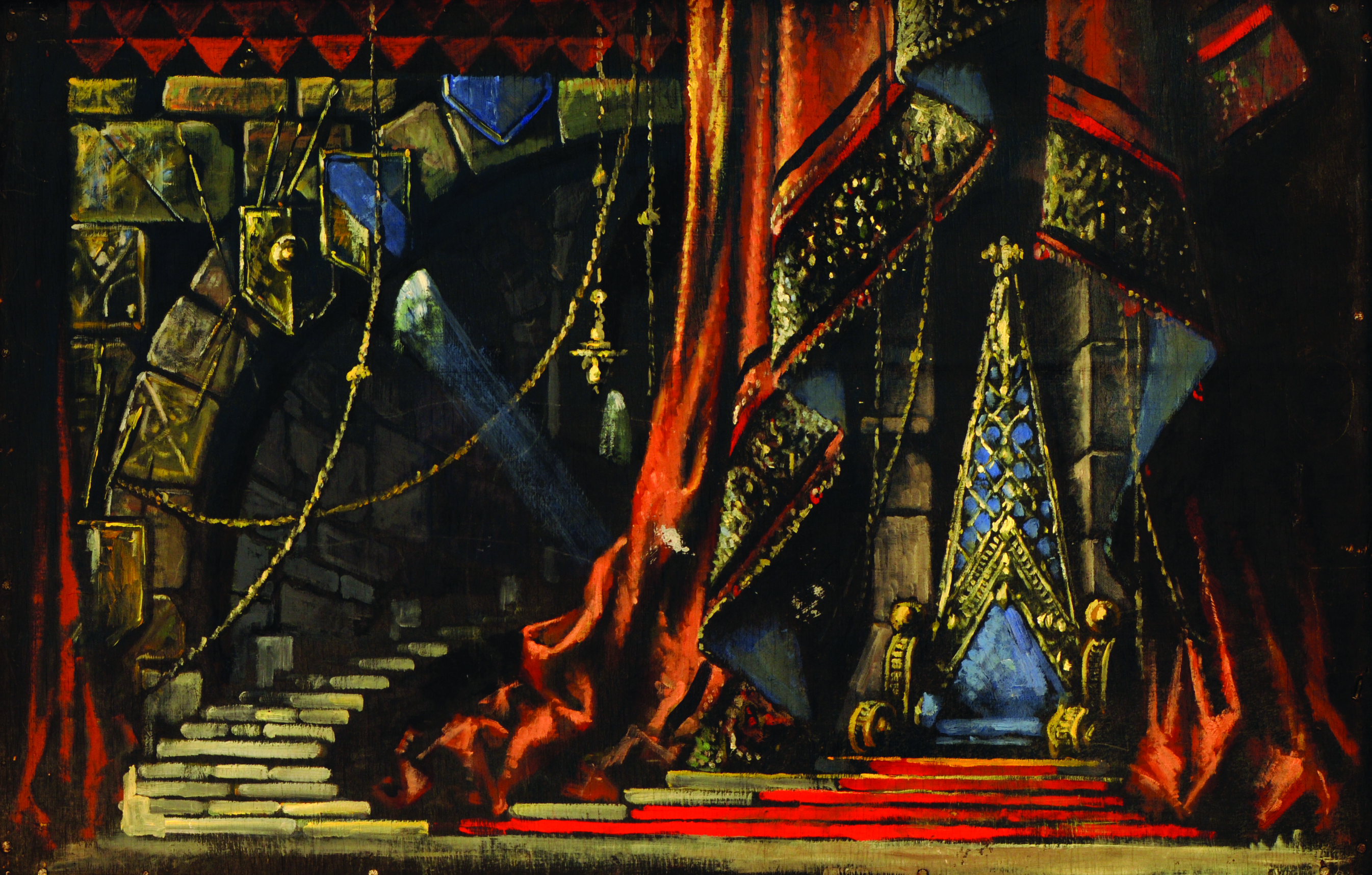
Эскиз декорации. пьеса Серго Кобуладзе «Король Лир» (1948)
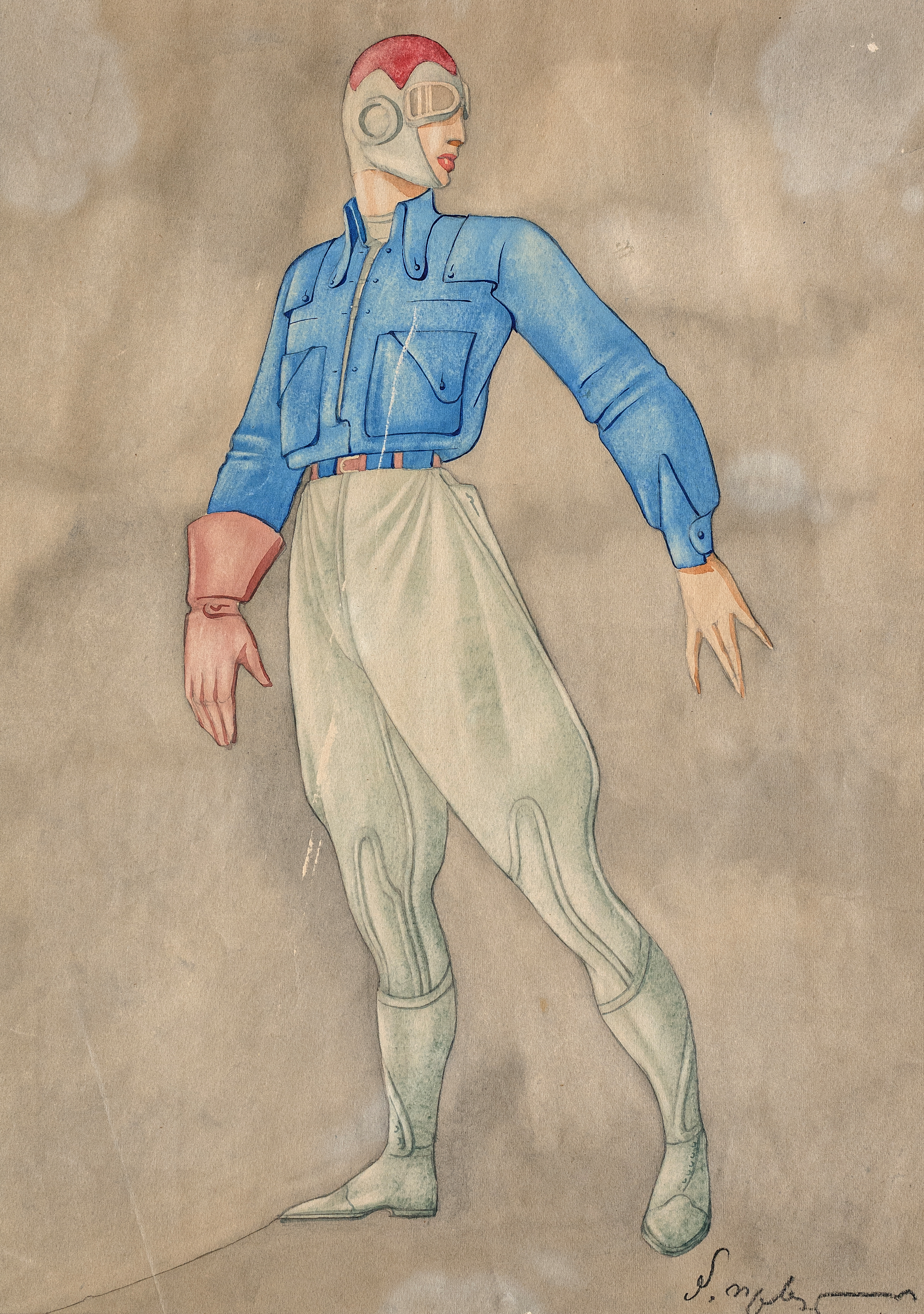
Петре Отхели. Костюм авиатора. Фильм Лео Эсакии «Крылатый художник» 1936
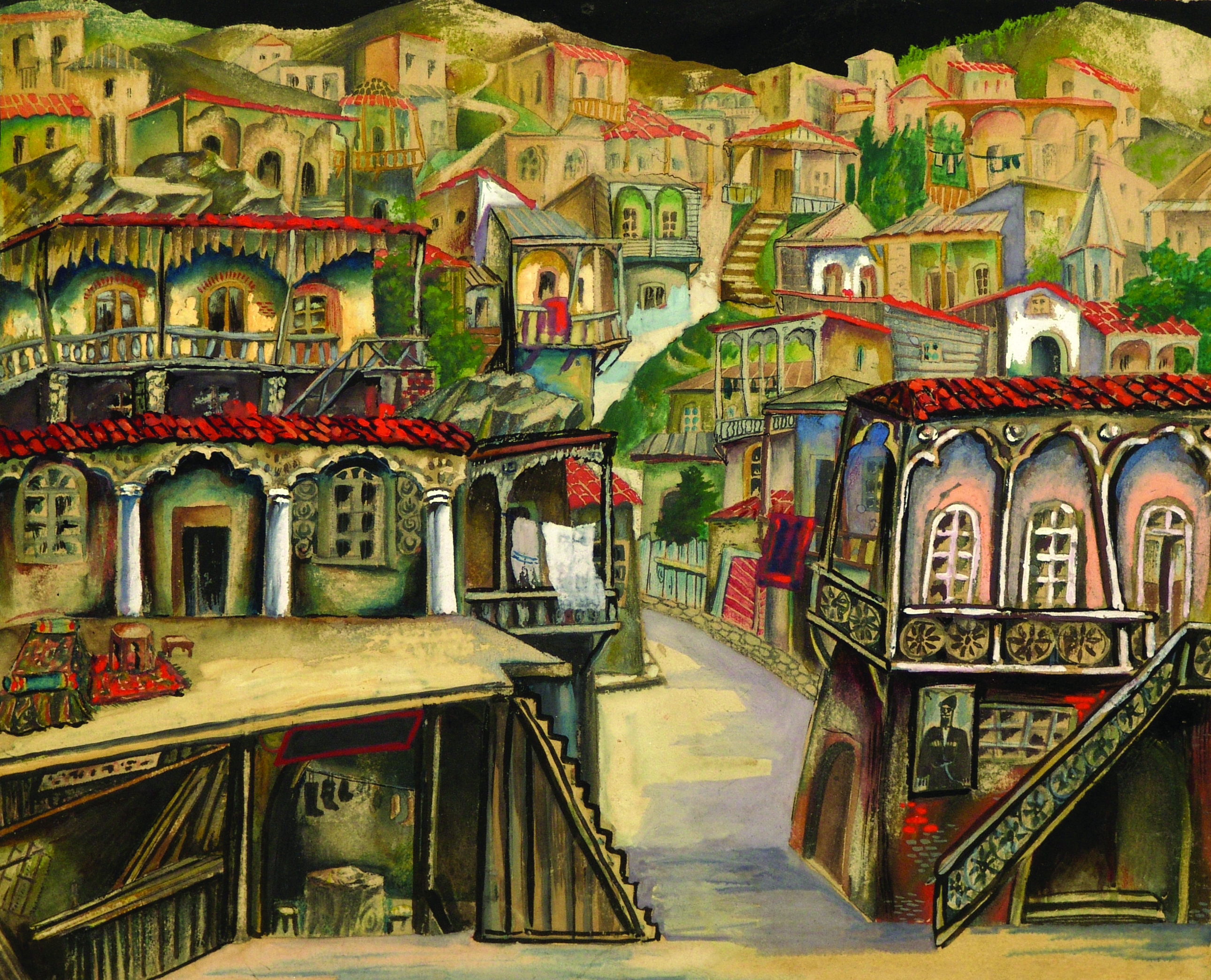
Эскиз декорации. пьеса Элене Ахвледиани «Солнечное затмение в Грузии» (1932)
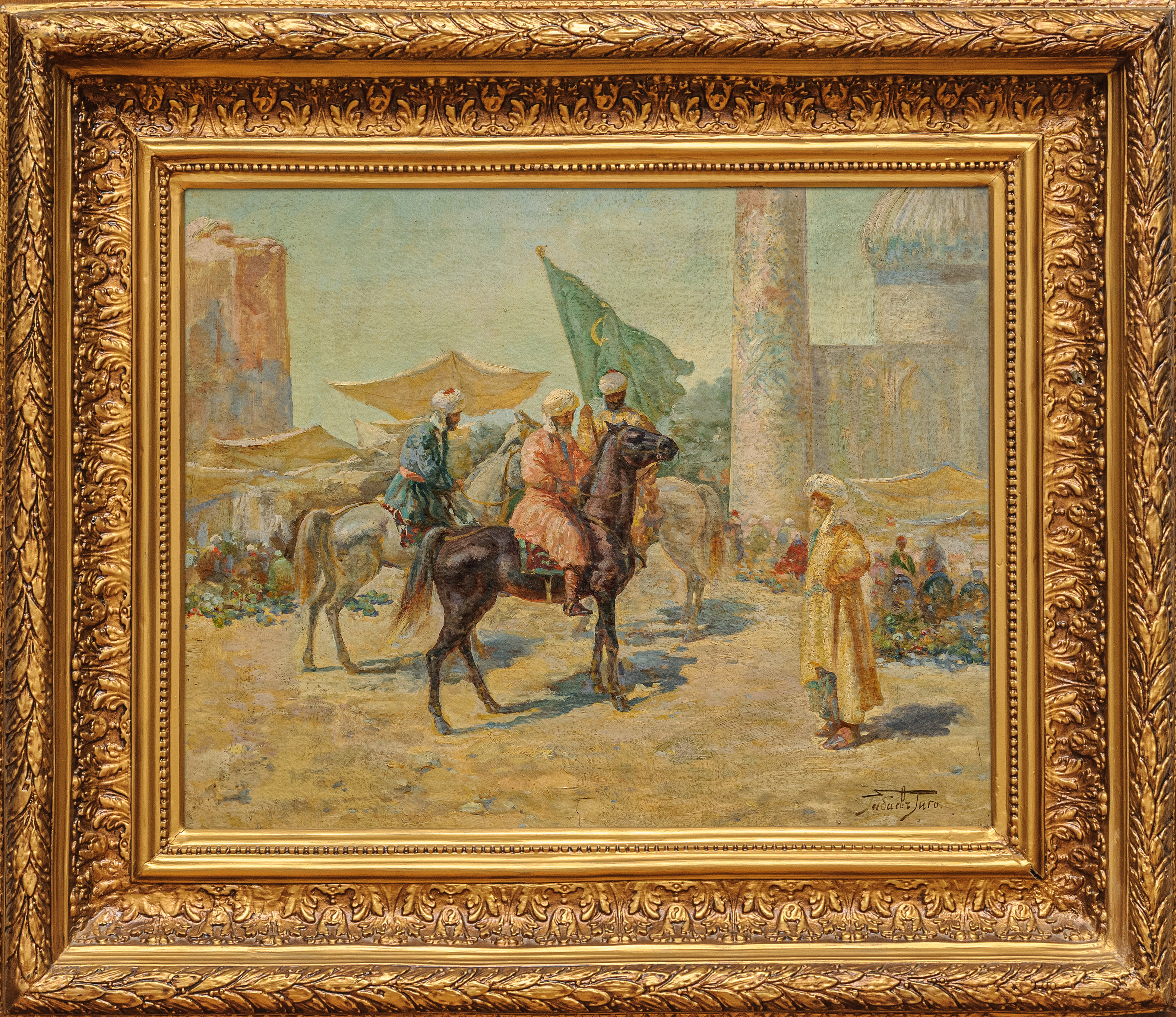
Паломники из Самарканда. Гиго Габашвили (1891 - 1894)
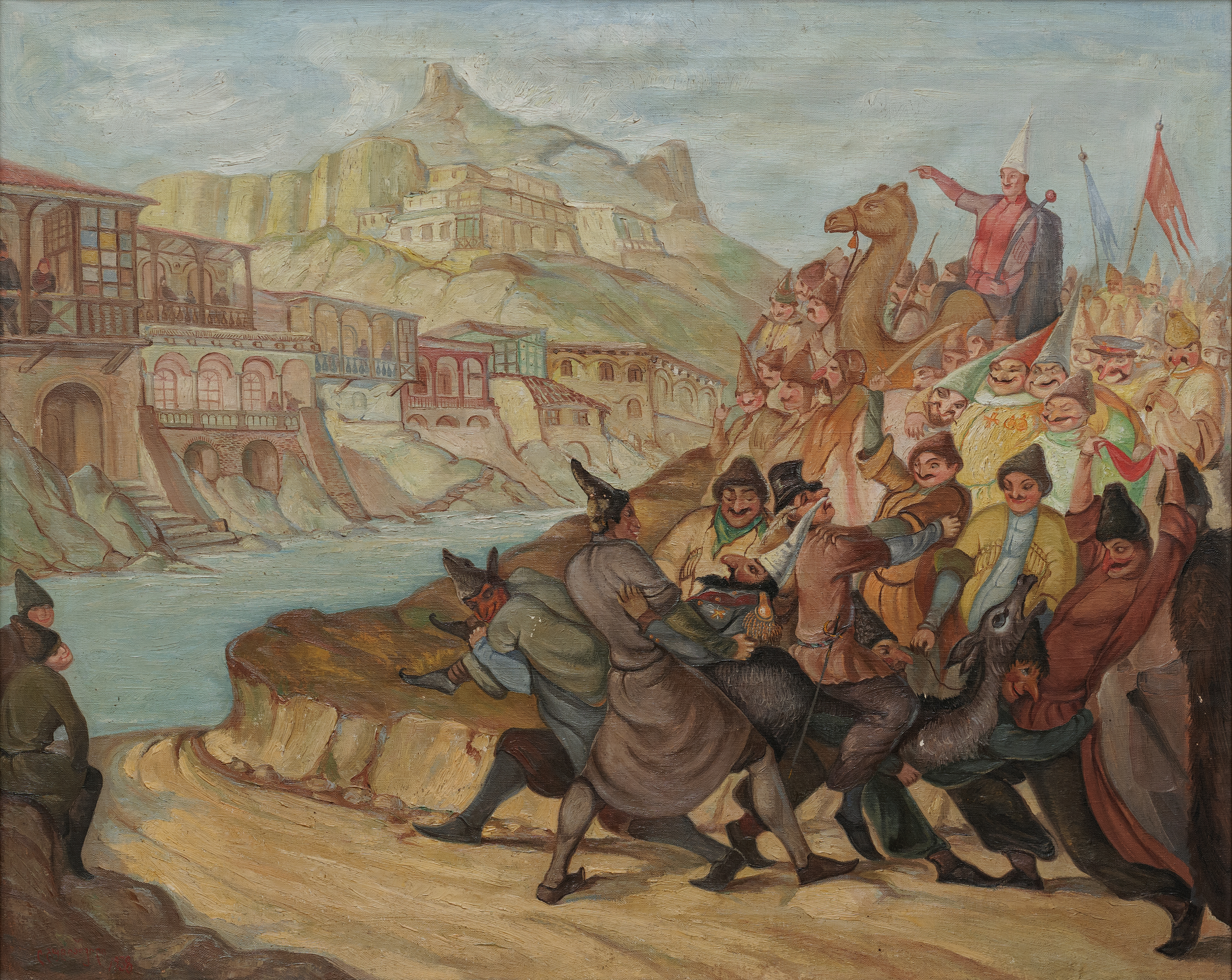
Хан, брошенный в реку Кура. Ладо Гудиашвили (1938)

## Коллекция русского изобразительного искусства
Помимо грузинских художников, коллекция также содержит работы русских художников, а также работы представителей русского Серебряного века. В музее представлены произведения Константина Коровина, Льва Бакста, Александра Бенуа, Александра Головина и Виктора Симова. Этот союз был основан в начале XX века в Санкт-Петербурге.

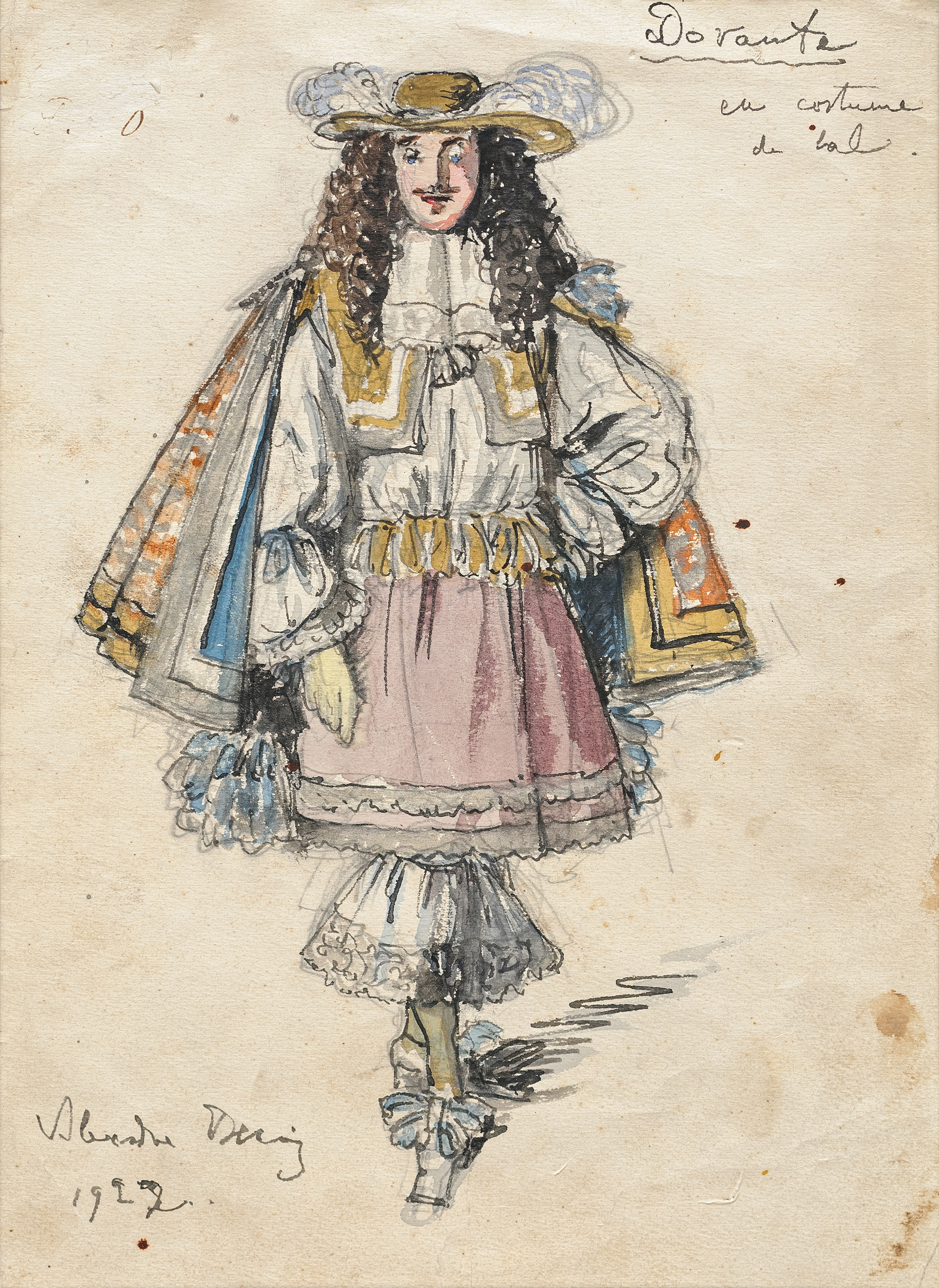
Александр Бенуа. Костюм для пьесы Мольера 'Буржуазный джентльмен' 1922
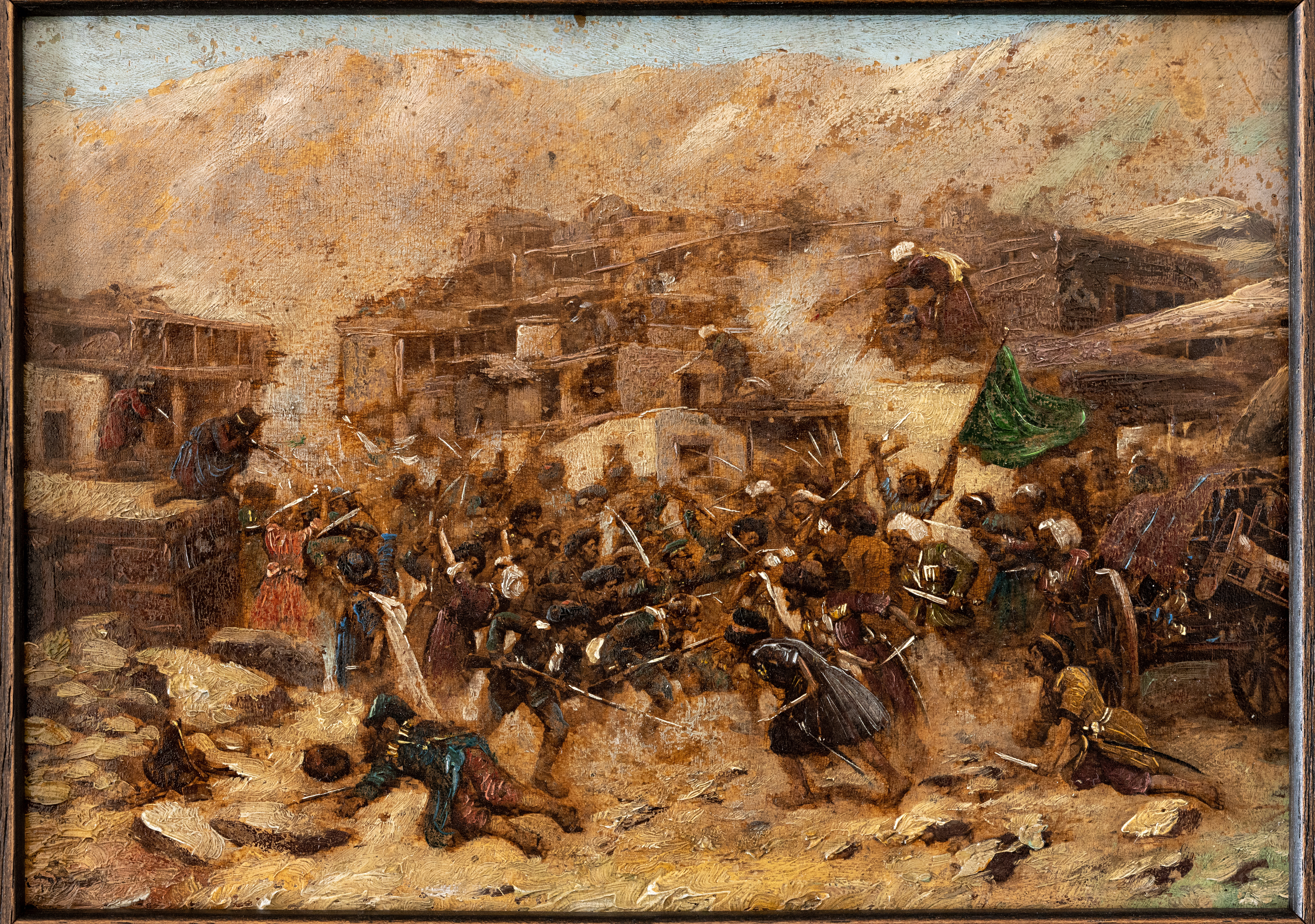
Захват Аула. Франц Рубуа 1856-1928
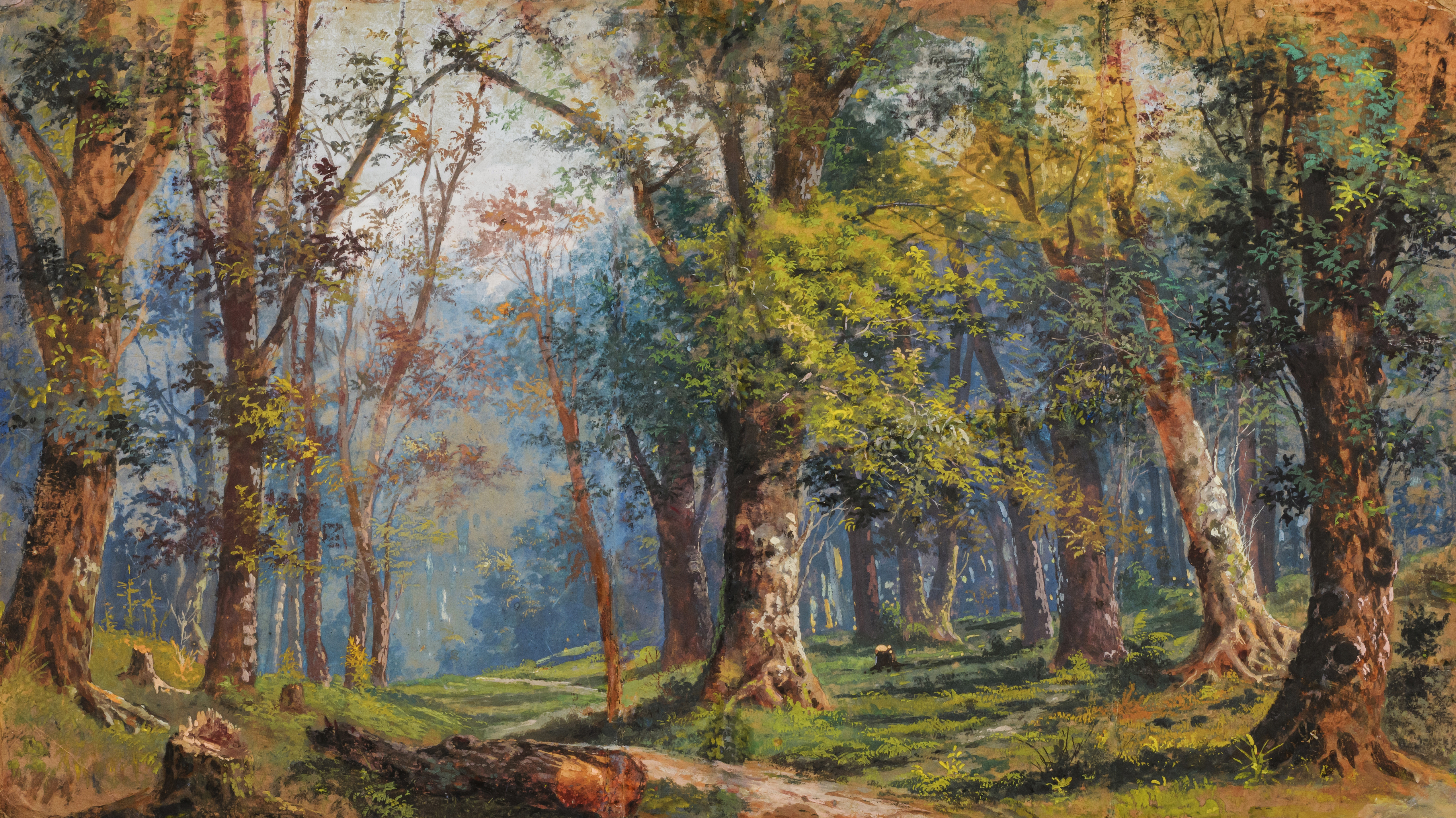
Изображение Никипора Кулеша. (1902 - 1920)
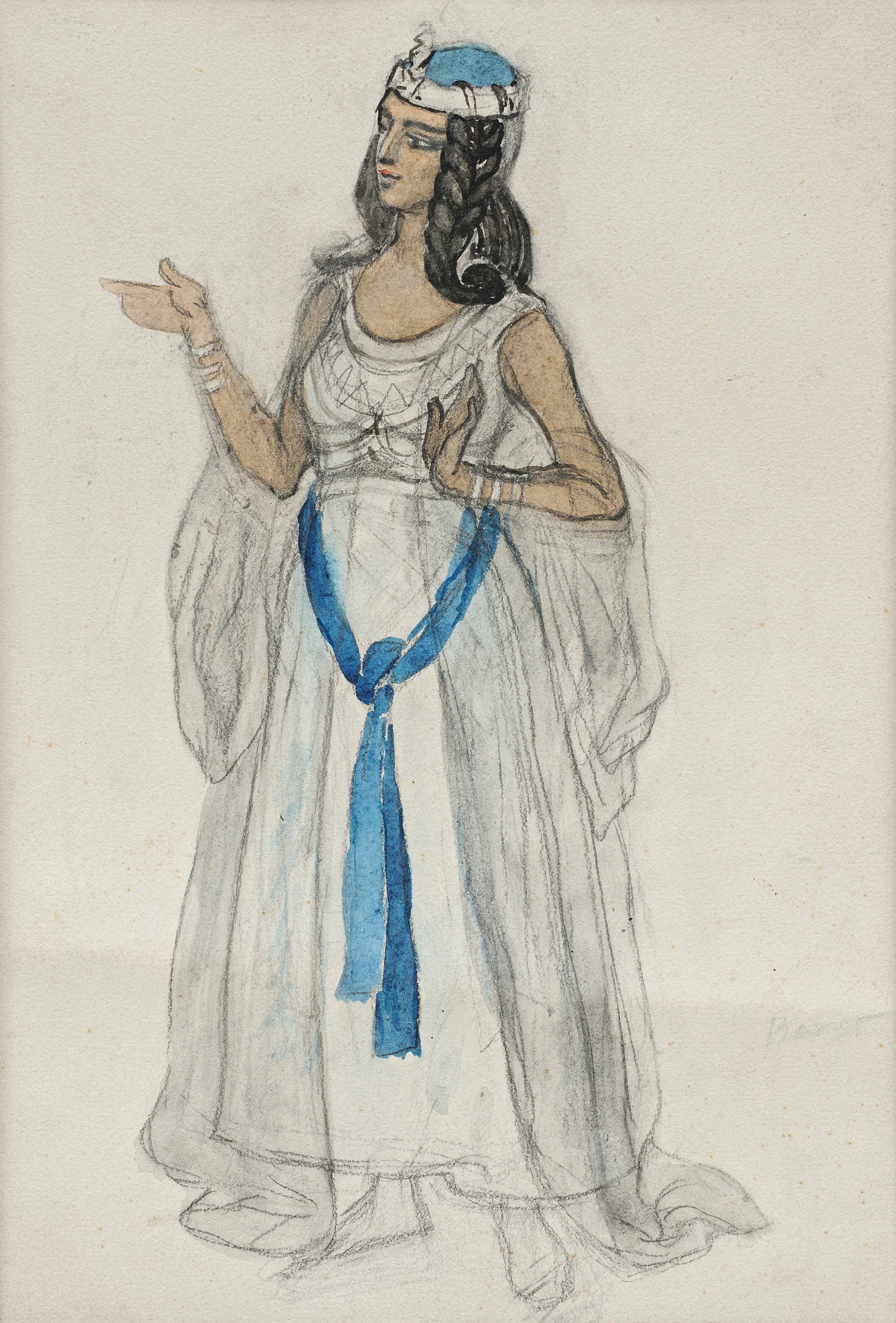
Лев Бакст. Ида Рубенштейн (1883-1960) в роли Клеопатры
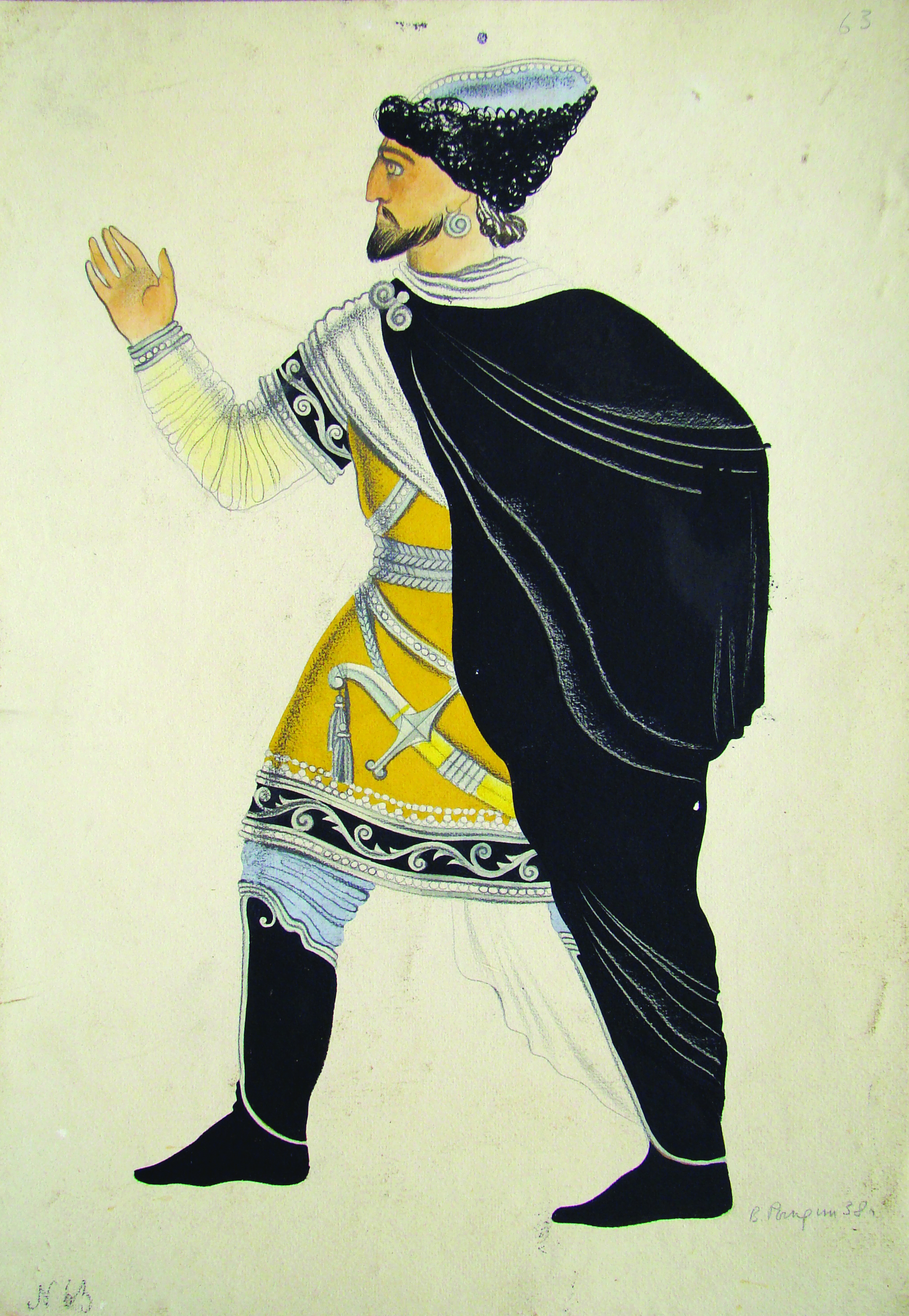
Вадим Риндин (1902-1974) Костюм для оперы Закарии Палиашвили 'Абесалом и Этер'

## Коллекция западноевропейского изобразительного искусства
Интерес к европейскому искусству существует в Грузии с древних времен. Именно западноевропейское искусство стало популярным в Грузии в XVIII веке. Представители грузинского дворянства часто ездили в Европу и пытались вернуть культуру, искусство и традиции на родину.

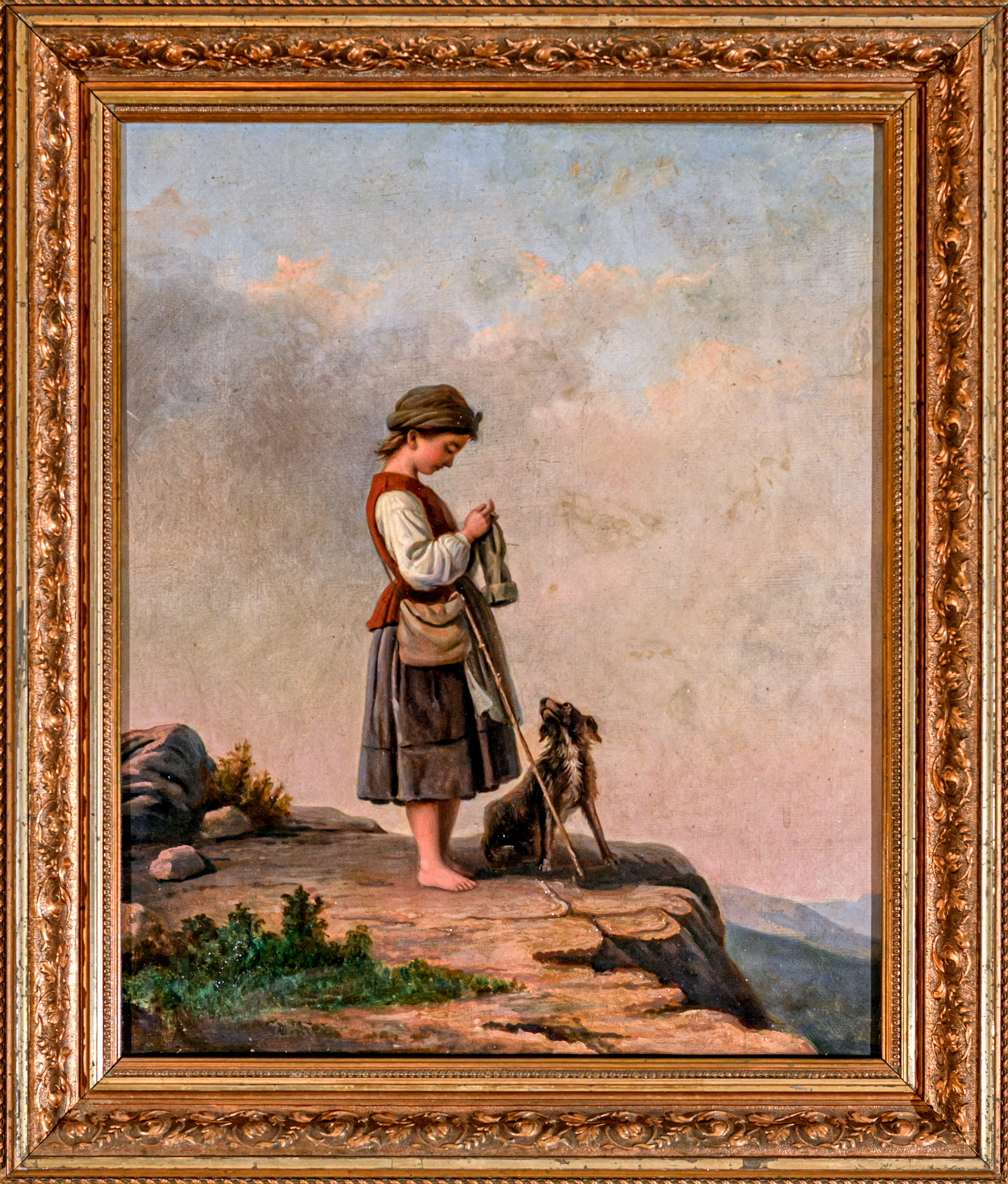
Девочка с собакой (1800-1850) Автор неизвестен
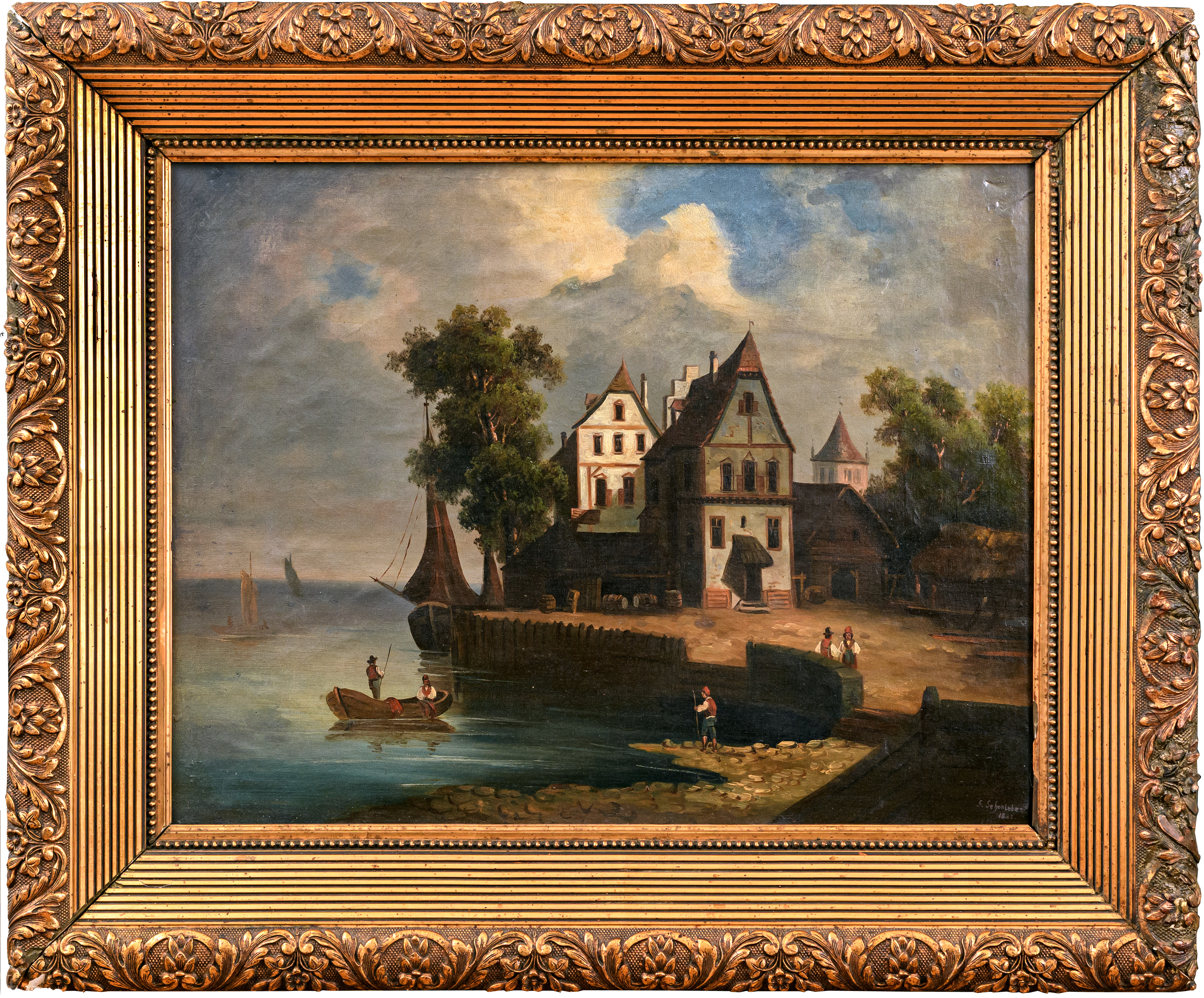
Дома у берега (1882). Густав Шонлебер
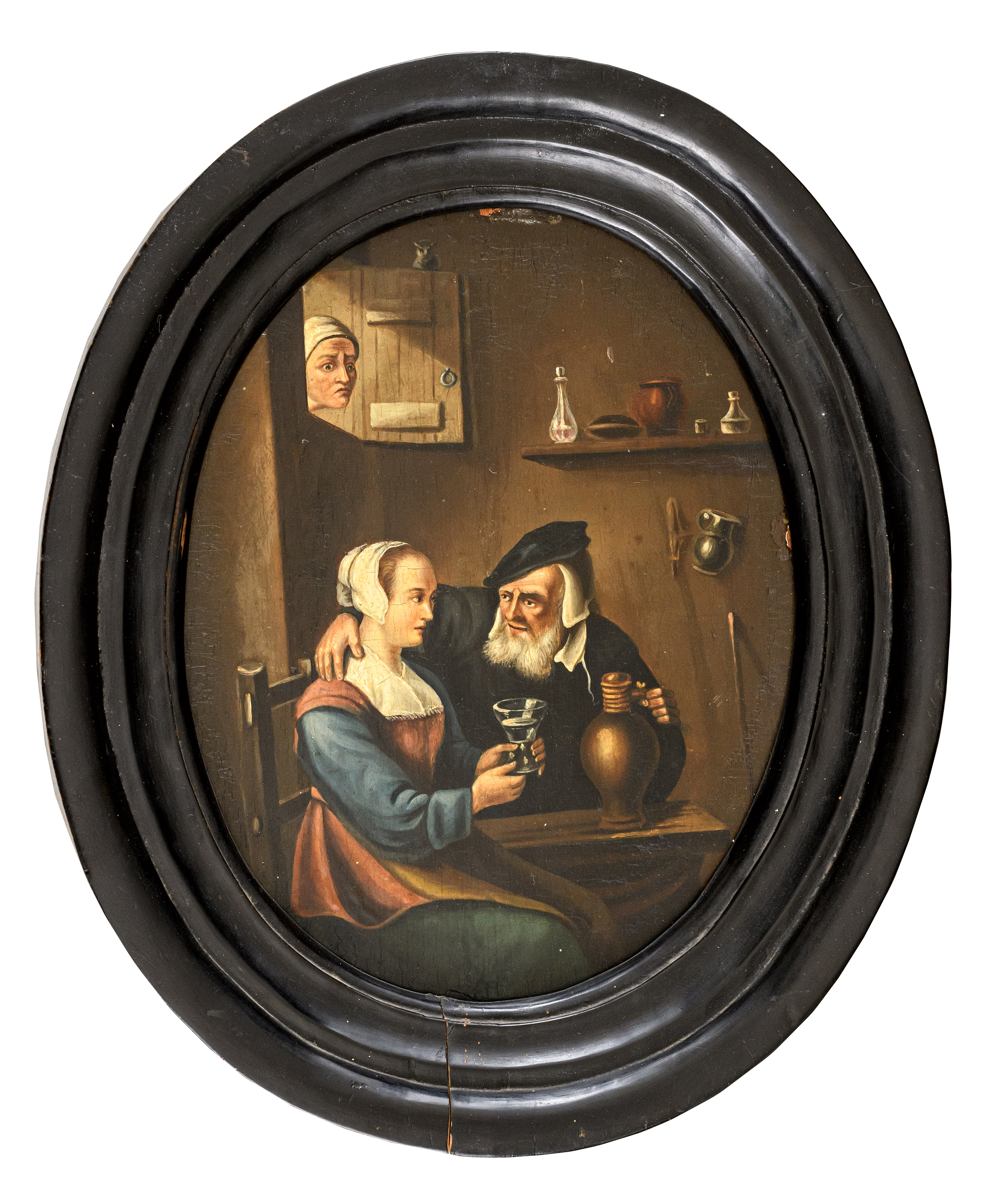
Ревнивая жена (1610-1690) неизвестный автор
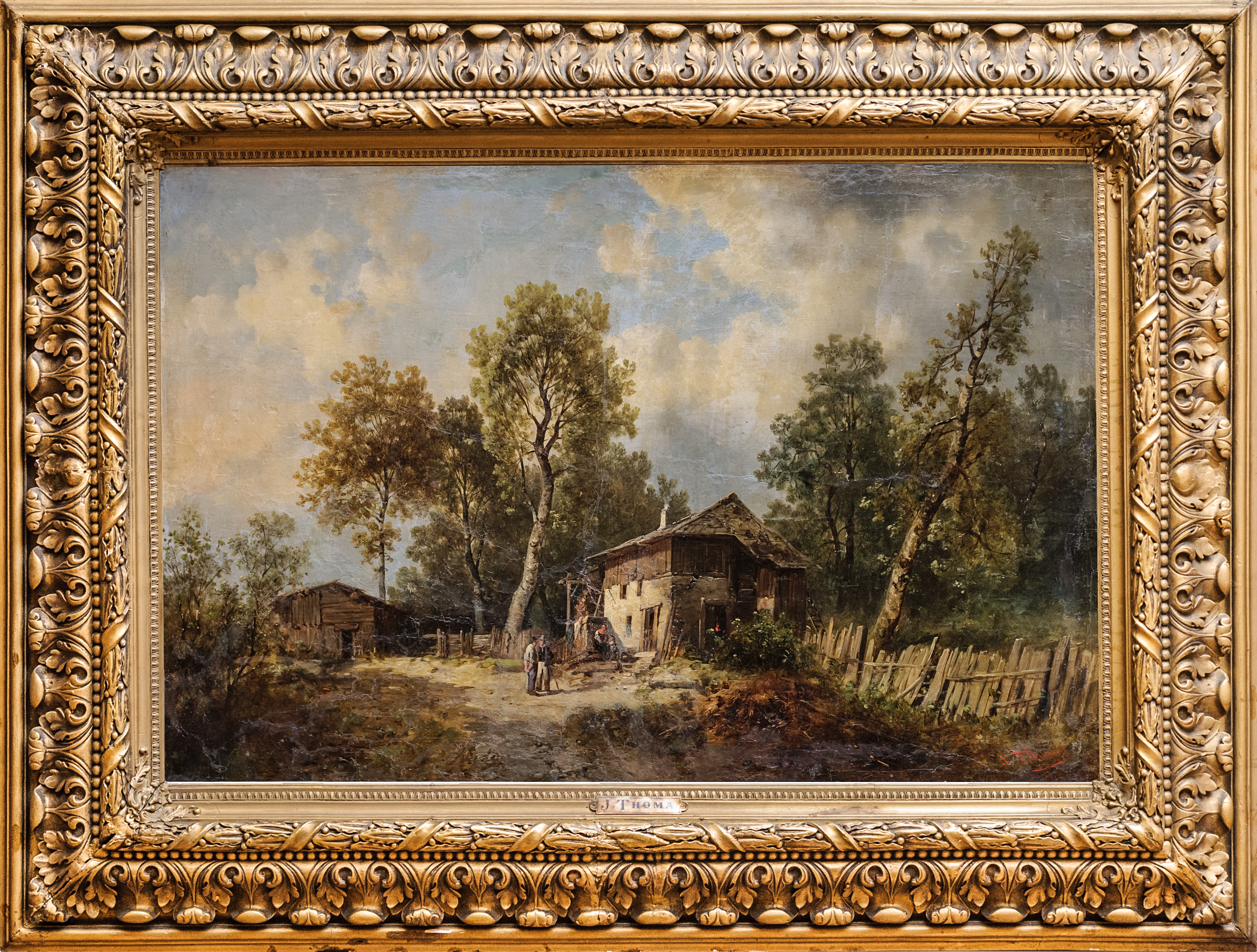
Пейзаж Джозефа Тома (1865)
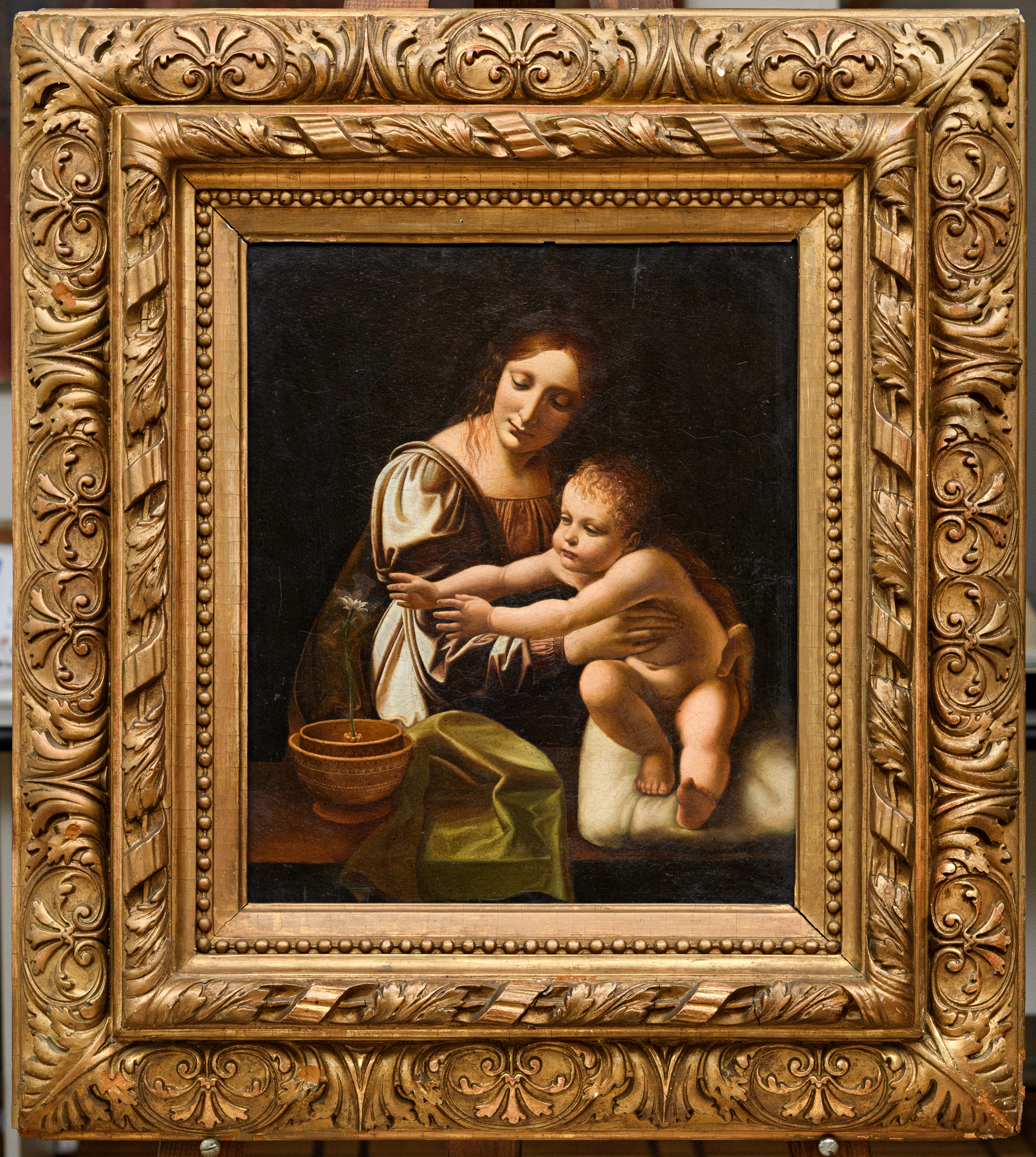
Неизвестный художник. Школа Леонардо да Винчи (XVII в.) Дева Мария с младенцем.
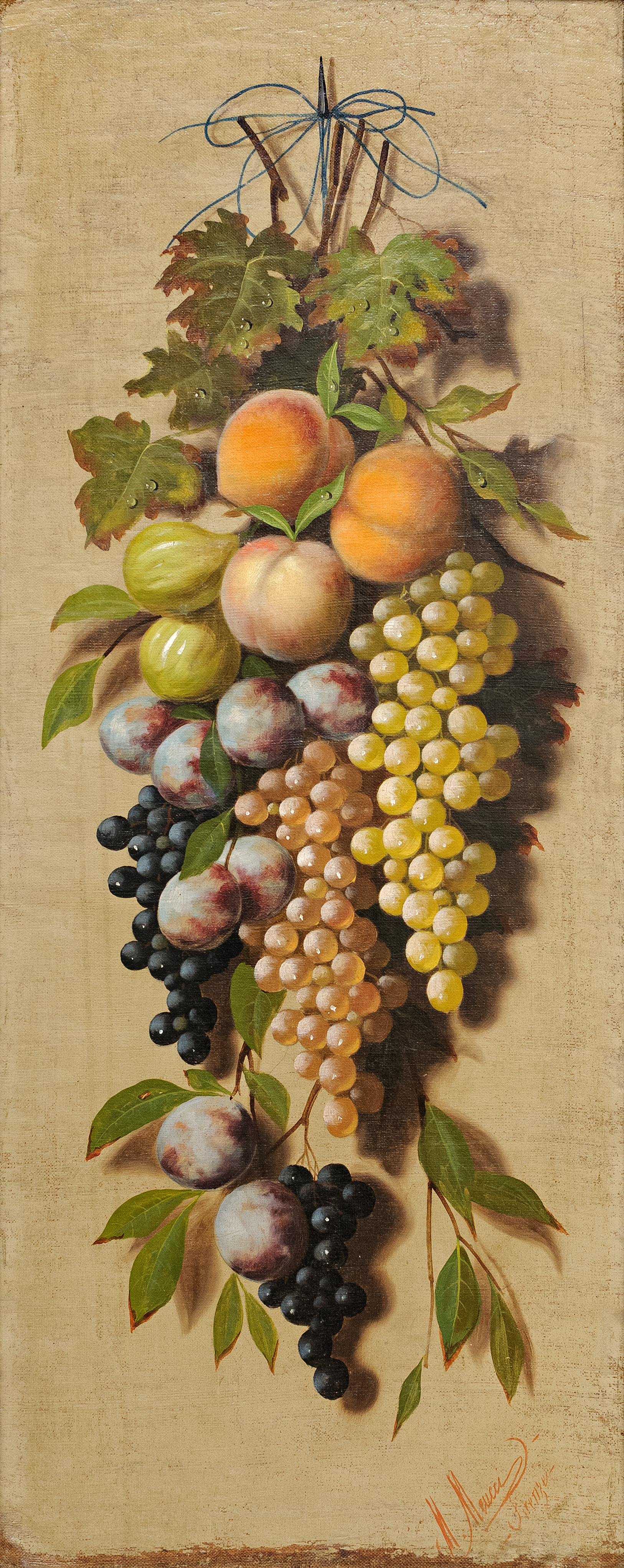
Натюрморт Микеланджело Меуччи (1890)

## Коллекция персидского изобразительного искусства
Дворец искусств также владеет коллекцией персидского изобразительного искусства. Коллекция состоит из 4 картин Каджарской миниатюры XIX века, а также картины царя Соломона. Как и в еврейских и христианских традициях, ислам пропагандирует древнего царя Соломона как образцового правителя; мудрый и справедливый.

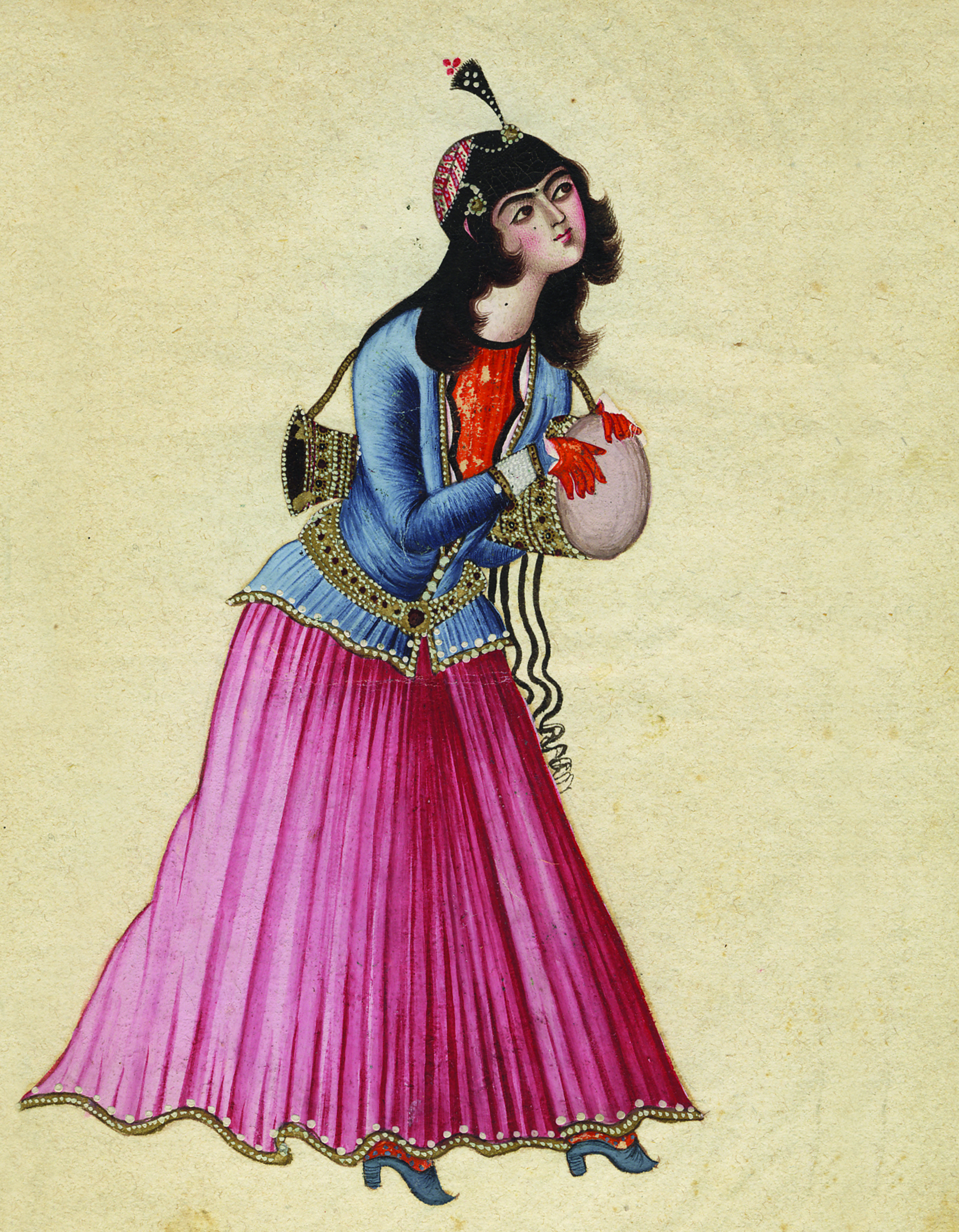
Каджарская миниатюра (1800 - 1850)
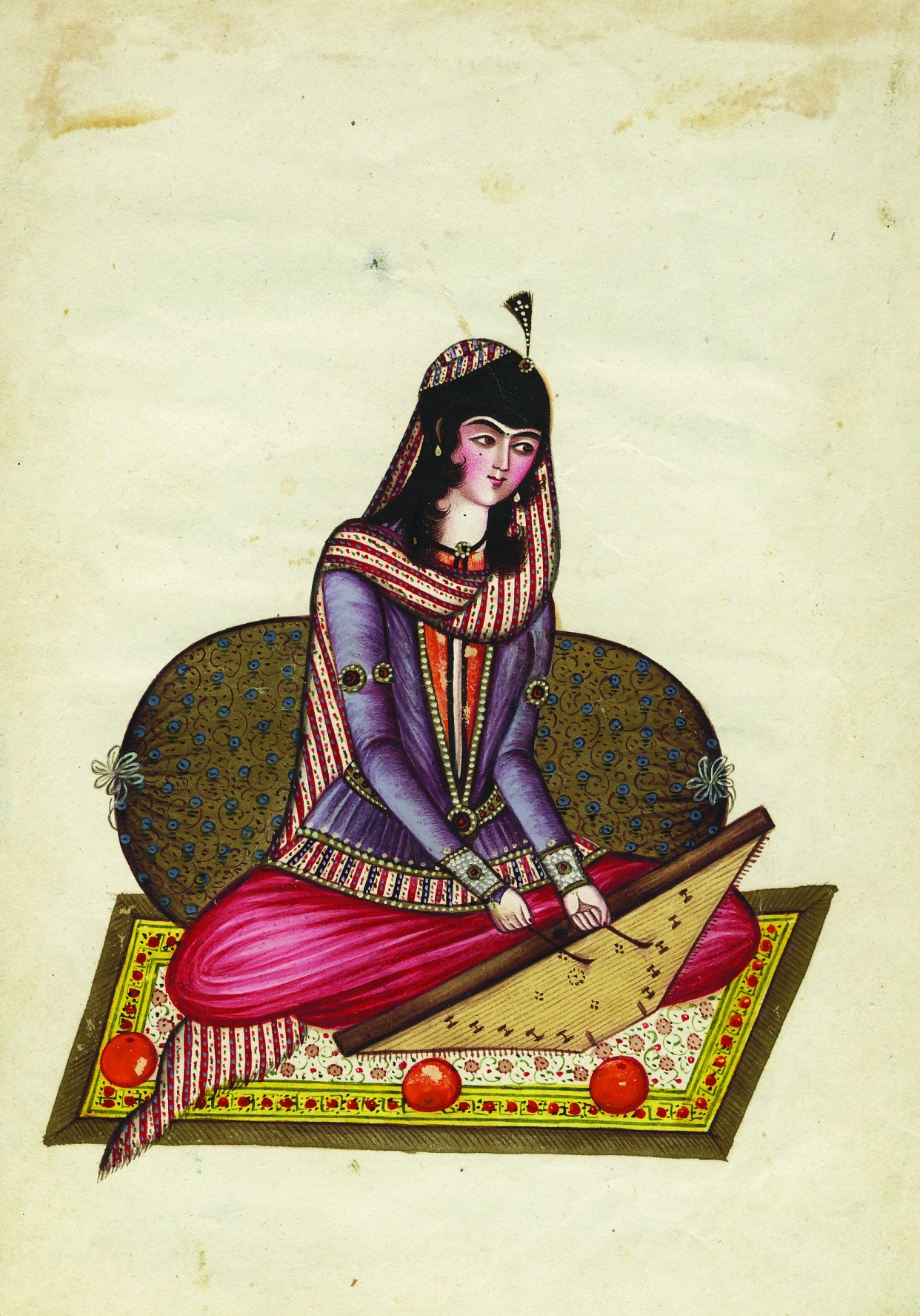
Каджарская миниатюра (1800 - 1850)
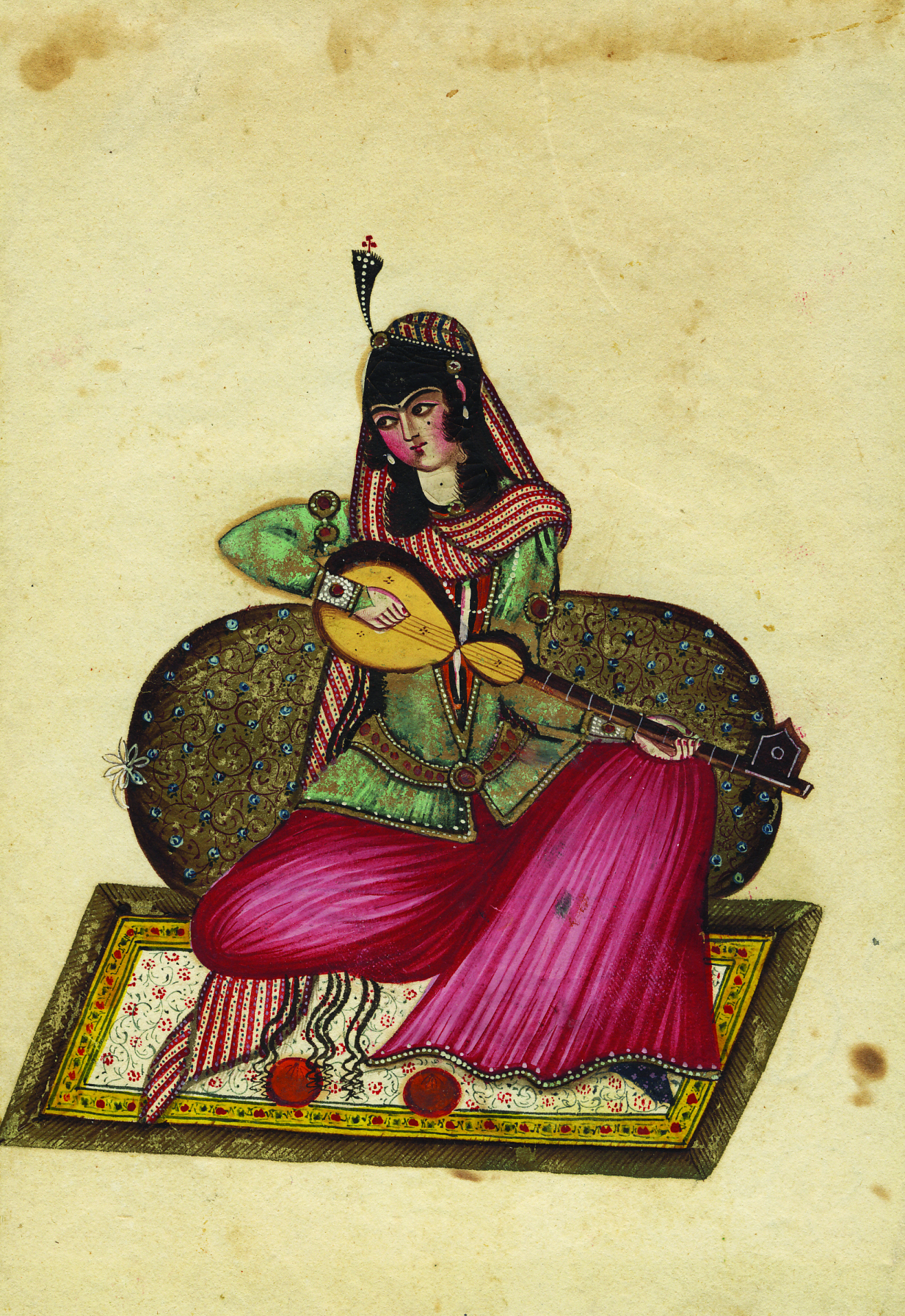
Каджарская миниатюра (1800 - 1850)
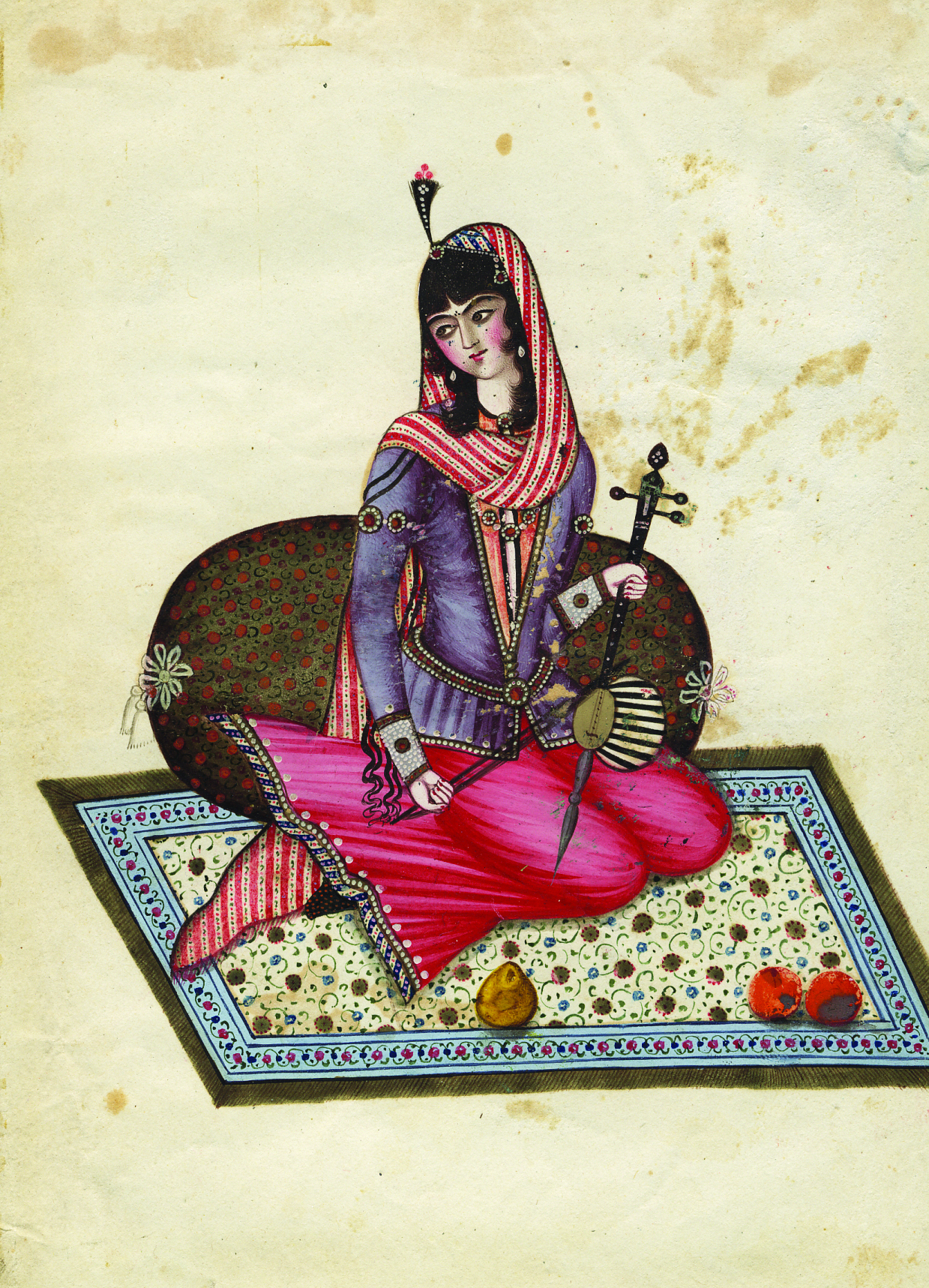
Каджарская миниатюра (1800 - 1850)
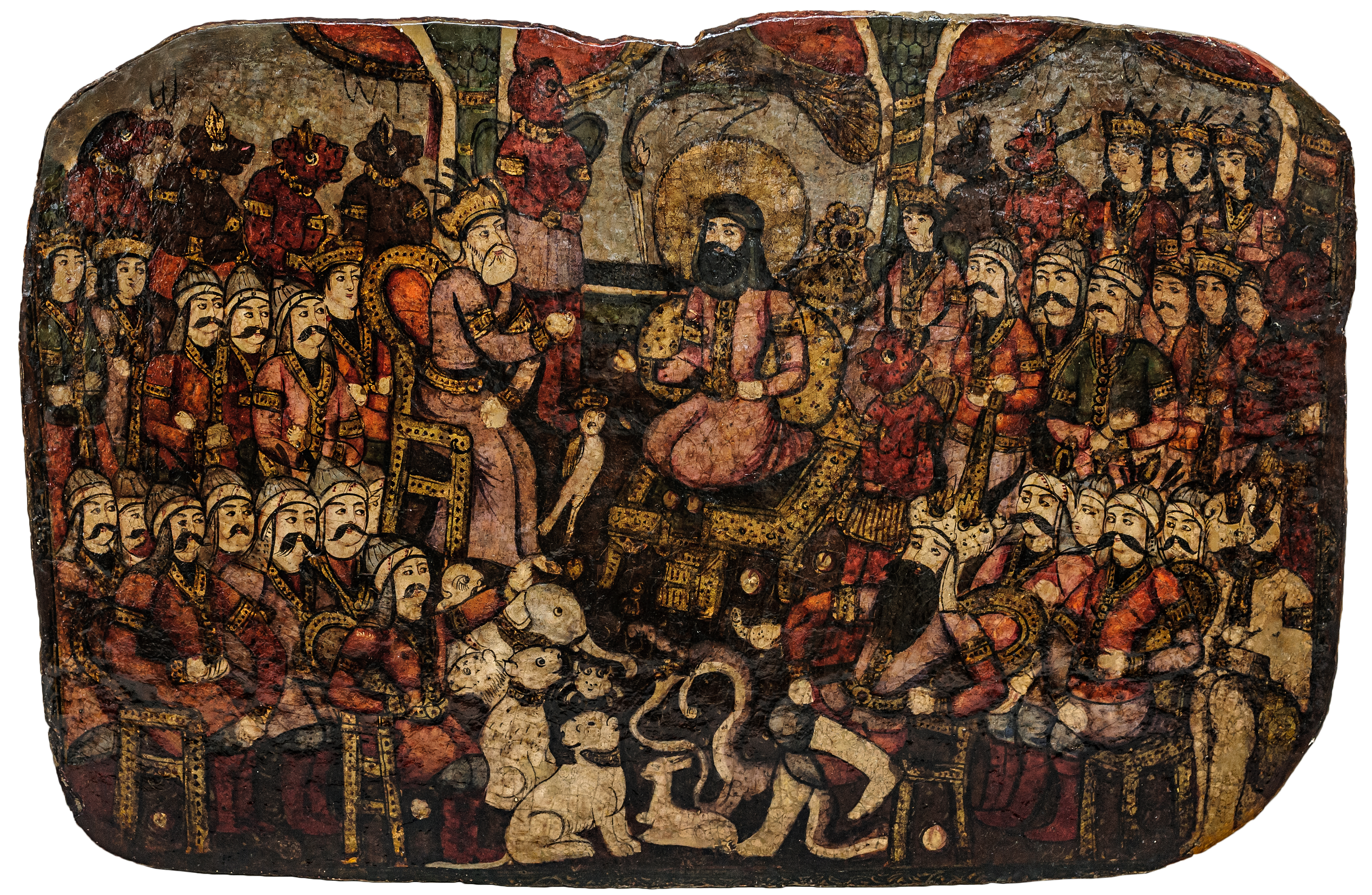
Царь Соломон и его царский двор (конец XIX века)

## Сад бессмертных
В 2009 году на территории музея был устроен сад (инициаторы Г. Каландия, И. Замбахидзе, Н. Тодуа, И. Моисстрапишвили) — не только как место отдыха и развлечений, но и место увековечивания памяти знаменитых грузинских деятелей театра и кино, среди которых: Ираклий Гамрекели, Рамаз Чхиквадзе, Николоз Шенгелая, Васо Годзиашвили, Валериан Гуния, Шалва Гамбашидзе, Мелитон Баланчивадзе, Андрей Баланчивадзе, Джано Багратиони, Софико Чиаурели, Арчил Кереселидзе и Гурам Сагарадзе. В саду выращиваются уникальные эндемичные растения, специально привезены ели из исторических мест Тао-Кларджети, а именно храмов Ошки, Ишхни и Бана. Представлены хвойные растения из ущелья Боржоми, кусты из городского поселения Уплисцихе, колхидская пицца, золотые и алые розы из Ирландии, миренты из Колхидской низменности, хираклины с побережья Чёрного моря и так далее.